# 別爾江斯克
别尔江斯克（羅馬化：Berdiansk，發音：[berˈdʲɑnʲsʲk] ⓘ，羅馬化：Berdyansk，發音：[bʲɪrˈdʲansk]），或譯貝爾江斯克，是乌克兰東南部扎波羅熱州别爾江斯克區别尔江斯克市镇内的城市，为该区及该市镇的行政中心。該市位於亞速海别爾江斯克灣東岸，始建於1827年，面積82平方公里，2022年人口数量为106,311人。
別爾江斯克擁有野生動物園、水上樂園、博物館、附設泥浴的療養區以及豐富的水上活動設施。別爾江斯克機場就在附近。自 2022 年 2 月 27 日起，別爾江斯克一直處於俄羅斯佔領之下。

## 城市名称
该市最初的名字是「庫圖爾-奧拉」（Kutur-Ohla），源自當地的諾蓋人村落。1830年，它更名為新諾蓋斯克。1841年1月1日，沙皇尼古拉一世頒布特別法令，將市名更名為“别尔江斯克”。1939年7月17日，该市被更名为奥西片科（羅馬化：Osipenko），以纪念因飞机失事而遇难的苏联著名女飞行员波利娜·奥西片科，1958年6月26日被改回别尔江斯克 。

## 历史

### 創立
19世紀，沙俄政府開始計畫在亞速海北岸地區建造海港。 1824年，高加索總督米哈伊爾·謝苗諾維奇·沃龍佐夫伯爵派遣一支探險隊前往亞速海，尋找新海港的建造地點，以協助保衛俄羅斯南部邊境。最初，新港口的選址被確定為奧貝托奇諾耶村（Obetochnoe），該村靠近建於1821年的諾蓋斯克（今普里莫爾斯克）。
1824年秋，探險隊隊長尼古拉·克里茨基上尉報告了幾處備選地點；其中最佳地點是被別爾江斯克沙嘴隔開的一片區域。克里茨基在給沃龍佐夫的正式報告中寫道：「別爾江斯克沙嘴的品質勝過奧比季奇納沙嘴；你可以在那裡建造規模僅次於塞瓦斯托波爾的碼頭和港口……」。 1820年代，別爾江斯克當地還只是一個小型漁民聚落，只有幾間小屋。
1827年11月3日，政府頒布了於別爾江斯克當地興建碼頭和城市的土地規劃（這一天被認為是這座城市的建城日期）。同年，別爾江斯克灣岸邊建成了一座碼頭，當地原先為諾蓋人村落「庫圖爾-奧拉」（Kutur-Ohla）。該定居點最初也被稱為“庫圖爾-奧拉”，沿用了諾蓋人的村名。由於沃龍佐夫對猶太人持「相當開明」的態度，因此別爾江斯克自建立之初就有一個猶太人社區。當地的猶太人從事的主要職業為裁縫和商人。

### 發展

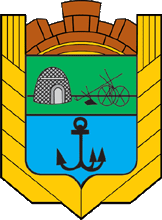
別爾江斯克區區徽

1830年，它更名為新諾蓋斯克。同年 7 月 1 日，商人尼古拉·科博澤夫的私人木製碼頭舉行了開幕式。政府興建的碼頭直到 1835 年 1 月 12 日才落成啟用。
早在 1825 年，人們就討論過在別爾江斯克沙嘴邊緣建造一座燈塔，但當時還不清楚新港口的通行是否值得這項重大投資。因此，1833 年，第一個別爾江斯克碼頭的建設承包商、後來的市長科博澤夫在城鎮附近豎起了一根類似燈塔的木桿，以方便在海灣從事魚類和鹽貿易的船隻航行。隨著貿易的成長，船隻的移動也隨之增加，因此需要建造一座更大的燈塔。1836年，第一艘外國船隻進入別爾江斯克港。據說，同年，米哈伊爾·沃龍佐夫伯爵親自抵達別爾江斯克，確信這座年輕的城市正在快速發展，甚至看見越來越多的外國船隻來訪港口，疑慮終於消除了。在別爾江斯克沙嘴建造燈塔的合約被授予了刻赤第一行會的意大利商人卡洛·托馬西尼（Carlo Tomasini）。燈塔於1838年4月22日下午2點開始建造，距離沙嘴最南端600公尺。燈塔由塔夫利省委員會出資建造，並採用了進口石材。根據扎波羅熱地區旅遊資訊中心，該燈塔（即下別爾江斯克燈塔）於1840年9月3日投入使用。

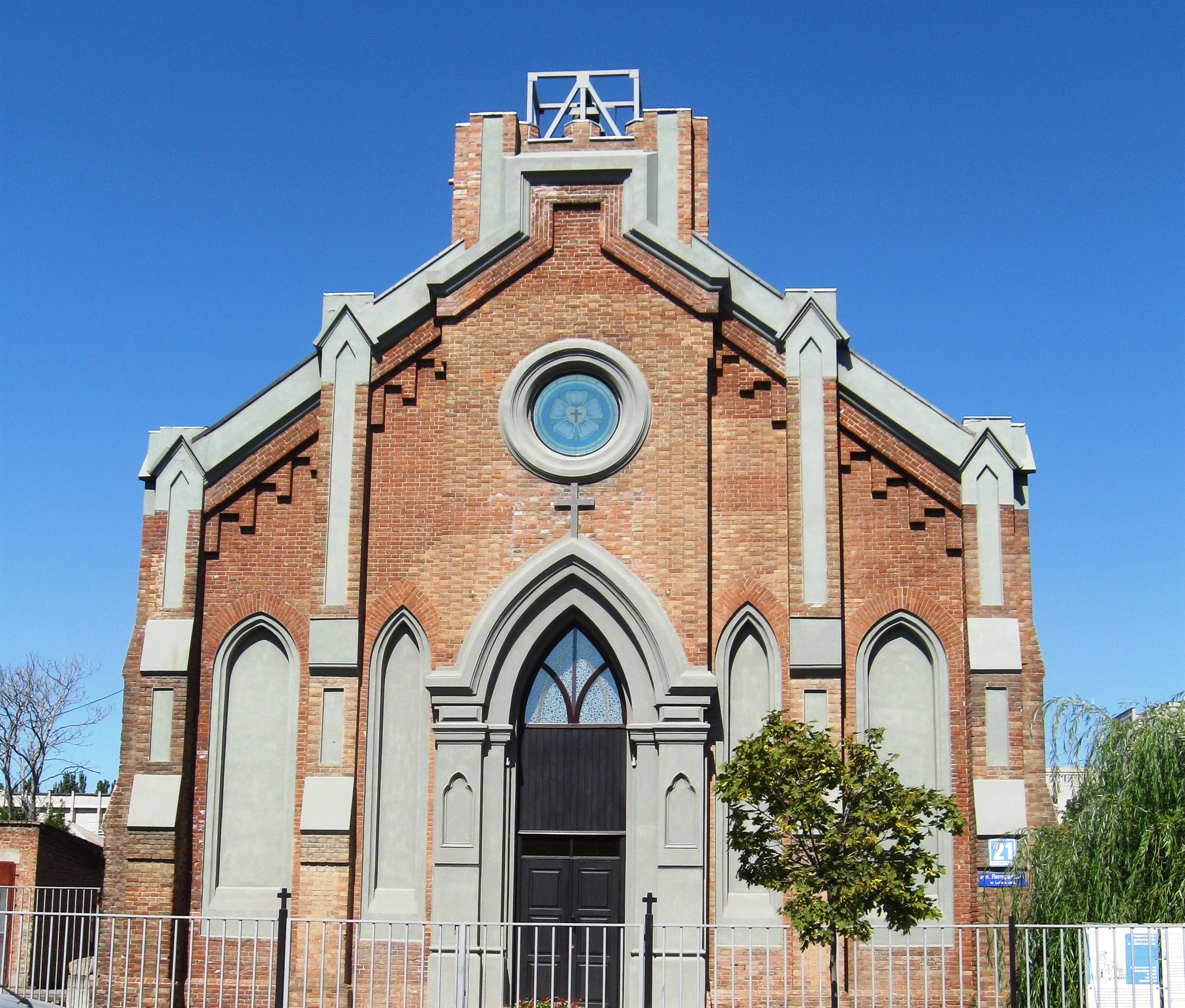
別爾江斯克路德宗教堂

1841年1月1日，沙皇尼古拉一世頒布特別法令，將市名更名為別爾江斯克。該市亦於同年獲得城市地位，格里戈里·切爾尼亞耶夫（Grigory Chernyaev，1787-1868）則於同年被任命為該市市長和港口領袖。沃龍佐夫是在法國認識當時正擔任俄國遠徵軍司令的切爾尼亞耶夫。 1842年，別爾江斯克成為別爾江斯克縣的中心。城內設立了市郵局和區郵局，以及一所教區學校。1844年11月17日 ，別爾江斯克和別爾江斯克縣的第一套盾徽獲得批准。在盾徽上方，綠色背景上，是一頂銀色的諾蓋游牧帳篷和一把黑色的犁，象徵著諾蓋人的半游牧生活和當地居民的農耕勞動。在盾徽下方，藍色背景上，是一隻黑色的錨，象徵該地區與海洋的親緣關係。
根據1848年的資料，該市擁有6家蒸汽磨坊、3家黃油工廠、1家麵食和餅乾工廠、15家魚類加工廠、1家鹽和蠟燭工廠、15家磚廠和7家瓦廠。別爾江斯克的貿易十分活躍，擁有200個穀倉和70家商店。此外，還有2家飯店、2家酒館、15個酒窖、3家咖啡館和1家賭場。每年舉辦三次大型市集。
1847年，別爾江斯克的猶太人口為572人，並於1860年建立了一所猶太學堂。1862年4月，沙皇亞歷山大二世在市長科博澤夫的協助下，確立了別爾江斯克的城區規劃。規劃中的街道筆直，直達大海。這種佈局在市中心一直延續至今。當地禁止建造兩層以上的房屋。別爾江斯克隨處可見精美的建築：冬季劇院、市政廳、「布里斯托」飯店（現為文化之家「皮夫登水力磨坊」）、男子古典學校（現為教育學院主樓）、升天大教堂、路德宗教堂等等。
1876 年，為了保衛塞瓦斯托波爾，海軍少將施密特（P. P. Schmidt）被任命為別爾江斯克市長和港務長。他是一位進步人士，為促進港口和城市的發展做出了巨大貢獻。不久，小型工業企業和銀行在城裡開業。約翰·格里夫斯的收割機工廠聞名全歐。施羅德和馬提亞斯開辦了一家農業機械廠。此外，還有文茨和揚岑的製繩廠、塞爾斯特雷姆的蠟燭廠、利茨曼香腸廠、費特的啤酒廠、克拉夫丁通心粉廠和埃迪格爾的印刷廠。義大利人建造了城市發電站。此時，已建立了兩家日報、三家圖書館和四家書店。城市有了自來水和電燈照明。
1881 年亞歷山大二世遇刺後，人們擔心會爆發反猶騷亂，別爾江斯克的猶太人曾請求當局派遣軍隊保護居民。
根據1897年的人口普查，別爾江斯克有3306名猶太人，佔該市總人口的12.9%。1899年，別爾江斯克通上了鐵路。
20世紀初，該市人口為26500人。當地有約十座東正教教堂、兩座猶太教堂和一座卡拉派猶太教堂、男女文法學校、航海班、一所城市學院和一些信貸機構。除了以穀物和麵粉為主的廣泛出口貿易外，別爾江斯克也進行大量的內陸貿易。它成為了一個重要的商品分銷中心，商品分銷至廣大地區。到20世紀初，別爾江斯克已成為一個商貿港口，工業發達，其基礎設施對其影響巨大。 1915年，一位法國領事以及英國、希臘、丹麥、西班牙、義大利、瑞典和挪威的副領事都駐紮在別爾江斯克。

### 蘇聯時期
烏克蘭獨立戰爭期間，別爾江斯克落入馬赫諾運動的控制，成為烏克蘭無政府主義運動的重要中心之一。
蘇聯時期，別爾江斯克曾是一座強大的工業中心。這裡有各種類型的機械工廠、煉油廠、玻璃纖維廠、電纜廠、鋼筋混凝土聯合企業、物料搬運設備廠、食品廠、麵包烘焙綜合體、牛奶廠、肉類加工廠，以及大量的建築和安裝機構、商品火車站和海上貿易港口。 1939年至1958年間，該市被稱為“奧西彭科”，以蘇聯英雄波琳娜·奧西彭科的名字命名。
1941年10月7日至1943年9月17日，別爾江斯克被納粹德軍佔領，隸屬烏克蘭專員轄區，市內的猶太人慘遭殺害。二戰後，人們對猶太社區所知甚少。 1990年代初，烏克蘭獨立後，別爾江斯克成立了一個猶太文化協會。 1994年，別爾江斯克有2,000名猶太人，佔總人口的1.3%。蘇聯解體後，別爾江斯克的經濟開始衰退。大多數大型工業企業停止營運或被重組為規模較小的私人企業。
1985年3月21日，《消息報》報道了在別爾江斯克港安裝雷射信標的消息。

### 烏克蘭獨立時期

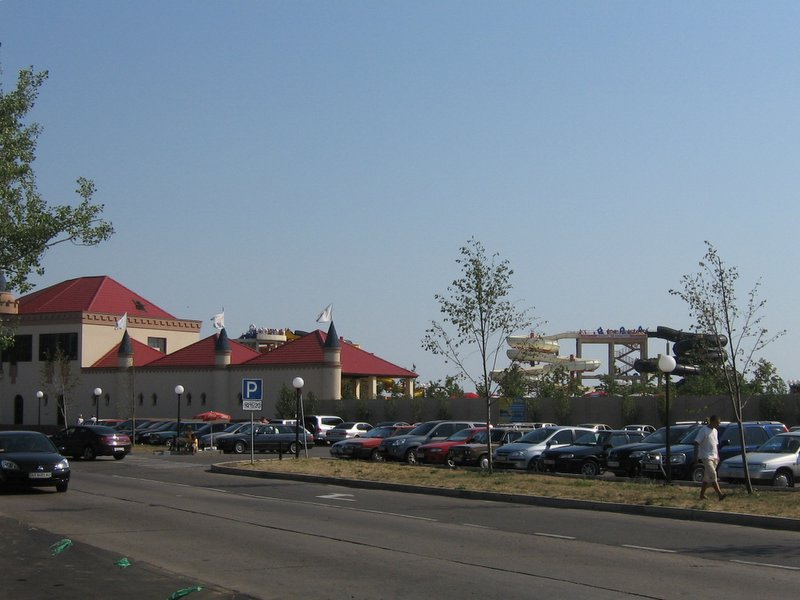
別爾江斯克水上樂園

2004年9月1日，歷時18年修建的從卡霍夫卡主運河R-9（源自第聶伯河）至別爾江斯克的175公里長的別爾江斯克水道竣工－該市從此有了滿足飲用水要求的供水源。
2005年1月11日，烏克蘭國會通過了2005年1月11日第2305-IV號烏克蘭法律，將扎波羅熱州別爾江斯克市的自然領土定為國家重要度假勝地。
2006年6月1日，烏克蘭最大的水上樂園在別爾江斯克沙嘴入口處開幕－這是自1990年代初以來該市首次大規模建設新的旅遊基礎設施。
2016 年 2 月 18 日，別爾江斯克市議會會議通過了《關於別爾江斯克市街道、車道、廣場、林蔭大道、公園和林蔭大道命名的決定》。根據烏克蘭《關於譴責烏克蘭共產主義和國家社會主義（納粹）極權政權並禁止宣傳其標誌的法律》的要求，別爾江斯克市議會將 70 條街道重新命名。
克里米亞大橋建成後，由於烏俄關係緊張，烏克蘭海港管理局於 2018 年 11 月表示，別爾江斯克的航運量年減了 50%。他們表示，這是因為船隻未獲得俄羅斯的許可，無法通過刻赤海峽。俄羅斯否認對烏克蘭航運造成了任何干擾。

### 俄羅斯佔領時期
2022年2月27日，即俄羅斯入侵烏克蘭三天后，別爾江斯克在俄羅斯入侵烏克蘭的南烏克蘭攻勢中被俄軍佔領。俄罗斯联邦国防部當日称俄军已完全封锁了该市，并占领了该市的市政府大楼。次日，数十名当地居民手持烏克蘭國旗来到被占领的市议会大楼前高唱乌克兰国歌，以示抗议俄军对该市的占领。
同年 3 月 24 日，俄羅斯海軍短吻鱷級大型登陸艦薩拉托夫號在別爾江斯克港被烏克蘭軍隊擊沉。烏克蘭海軍報告稱，它摧毀了停泊在別爾江斯克港的一艘1171型登陸艦。該艘登陸艦當時正在向別爾江斯克運送裝甲運兵車和設備。起初，該艘登陸艦被認為是奧爾斯克號（BDK-69）；後來，經確認它是薩拉托夫號（BDK-65）。
同年 4 月 19 日，俄羅斯佔領當局任命一名在別爾江斯克電力運輸公有企業工作的當地清潔工為「副市長」。就這樣，在別爾江斯克，佔領者創建了一個由清潔工和裝載機工人組成的虛假「新政府」。別爾江斯克的任何一家預算機構或市政企業的負責人都沒有倒向佔領者一邊，於是佔領者決定成立一個由鎖匠、清潔工和其他職業代表組成的所謂「市政廳」。同年5月，平民繼續逃離該市；商業活動多數陷入停頓.。由於其他國家的船隻擔心受到制裁，經常進入該港口的船隻很多來自敘利亞；敘利亞船隻將一些從未在任何地方註冊的「公司」偷來的烏克蘭糧食運送給俄羅斯軍隊。
同年 9 月 6 日，俄羅斯任命的該市指揮官阿爾喬姆·巴爾丁在行政大樓附近遭到襲擊並受重傷，並於當天晚些時候死亡。據報道，同年 12 月 8 日，俄羅斯佔領的別爾江斯克空軍基地發生一系列爆炸。
截至 2024 年 12 月初，由於各種原因沒有離開佔領區的市民面臨著災難性的局面，他們缺乏必要的住房和公共服務，包括供水、集中供暖等。
俄羅斯造成的缺水危機正在惡化，導致烏克蘭多處被佔領地區的生活衛生條件變得惡劣。根據《共青團真理報》報導，2025年7月21日，由於輸水管道發生未指明的“事故”，導致別爾江斯克集中供水中斷。俄軍任命的扎波羅熱州州長葉夫根尼·巴利茨基於7月22日聲稱，每天將向別爾江斯克濾水廠輸送5000立方米水，並聲稱對別爾江斯克四條輸水管道進行大修將解決缺水問題。
別爾江斯克佔領區政府於 2025 年 7 月 23 日報告稱，來自別爾江斯克的 39 名兒童抵達特維爾州，參加「你好，特維爾州」活動。這些孩子們將住在特維爾州鄰近梅德諾耶的營地，並參加為期 10 天的特維爾州週邊遊覽活動。

## 歷史建築

### 下別爾江斯克燈塔

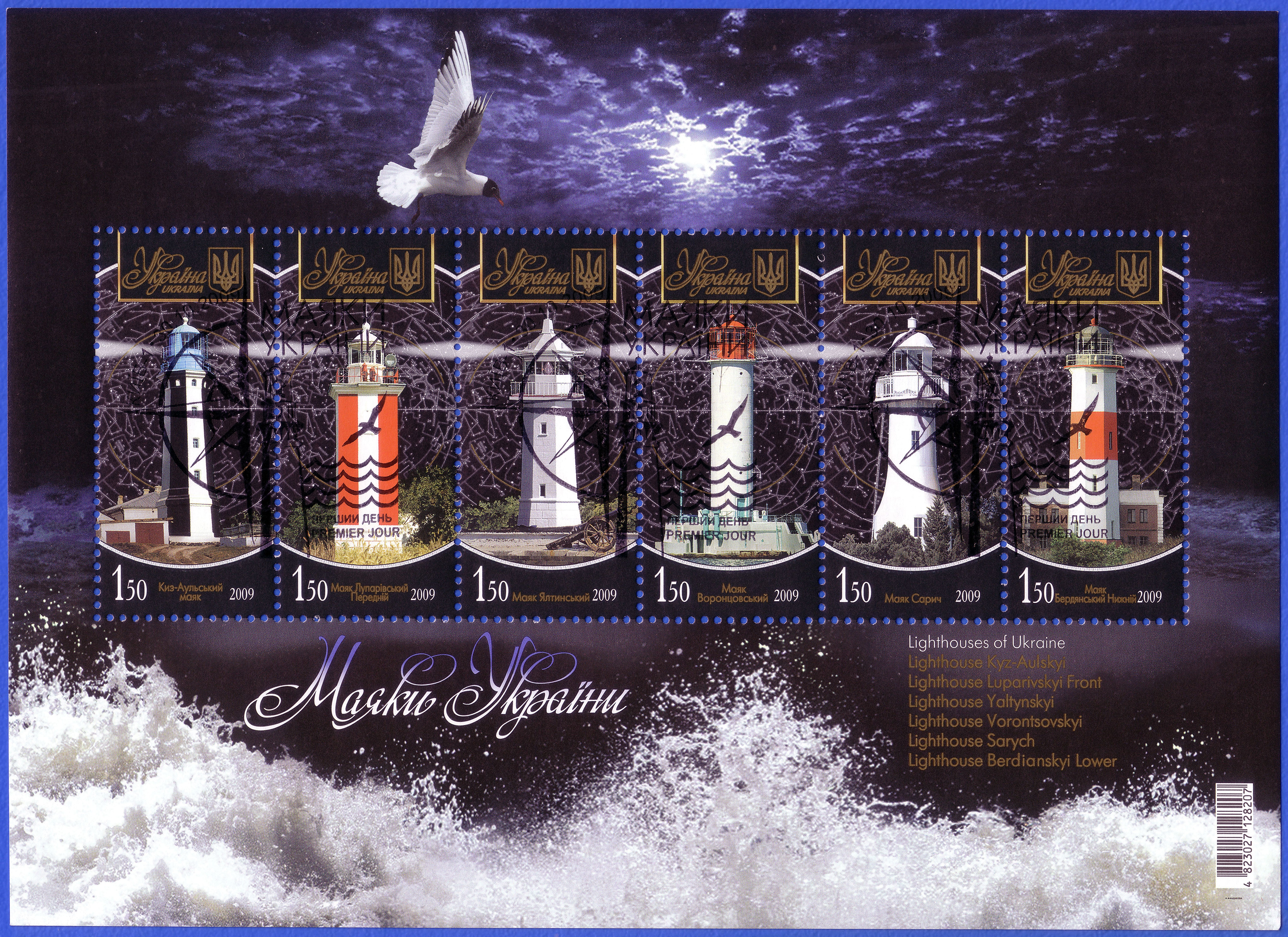
下別爾江斯克燈塔（即圖中最右方之燈塔）於2009年獲選為烏克蘭郵票上的六座燈塔之一。

下別爾江斯克燈塔是別爾江斯克最古老的建築之一，於1840年9月3日投入使用，為達五層樓高的八角形燈塔。燈塔的照明裝置由8或15盞燈泡和反射鏡組成，照射高度可達海拔24或25.5米，閃爍的光芒可覆蓋15海哩。當時，燈塔沒有飲用水，必須從25公里外的別爾江斯克運來。在暴風雨天氣，海水經常切斷燈塔所在的尖端，與城市的通訊就會中斷，只能搭船前往燈塔。有時這種情況會持續數天。
自 1883 年起，下別爾江斯克燈塔配備了旋轉電燈，每隔4.5秒或5秒就會發出強烈明亮的閃光，照亮整個地平線，然後暫停三秒鐘。它是當時俄羅斯帝國繼敖德薩之後的第二座燈塔，也是世界上第十四或第十五座使用電力的燈塔。最早的電動馬達不可靠，經常發生故障，迫使燈塔在冬季間歇性地使用煤油或煤油燈。在霧和暴風雪期間，它會使用1889年安裝的蒸汽汽笛發出霧號。直到 1911 年，舊的蒸汽鍋爐和發電機才被新的、更可靠、更有效率的設備所取代。此外，根據羅斯托夫檔案館保存的文件，下別爾江斯克燈塔的電話線於1911年2月15日安裝完畢。新的霧警報器由三個不同大小和類型的汽笛發出。
第一次世界大戰期間，下別爾江斯克燈塔曾斷斷續續地亮過，後來完全關閉。 1923年，燈塔恢復了永久性電力照明。第二次世界大戰期間，納粹德國於1941年10月初至1943年9月17日佔領了別爾江斯克沙嘴和燈塔。隨後，隨著德軍撤退，燈塔管理員奉命摧毀燈塔。有人將一條炸藥線拉入燈塔和設備大樓，但只有塔頂爆炸，其餘建築和燈塔均未受損。
戰後，下別爾江斯克燈塔於1947年首次投入使用。1956年至1957年進行了戰後重建，翻修了設備大樓，並安裝了德國音響系統。當能見度降至60公里時，就會啟動聲音警報，以便船隻透過聲音確定與燈塔的距離。燈塔一直運作到1981年，當時安裝了帶有控制連接器的警報裝置。 1958年，燈塔增設了一座無線電信標。
1978年，燈塔進行了現代化改造，並安裝了雷達信標。燈塔本身和一棟兩層樓住宅亦連接了當地供暖網絡和可靠的電力供應。 
2009年，烏克蘭郵政推出了以烏克蘭六座燈塔為主題的紀念郵票，下別爾江斯克燈塔成為其中之一。

### 上別爾江斯克燈塔

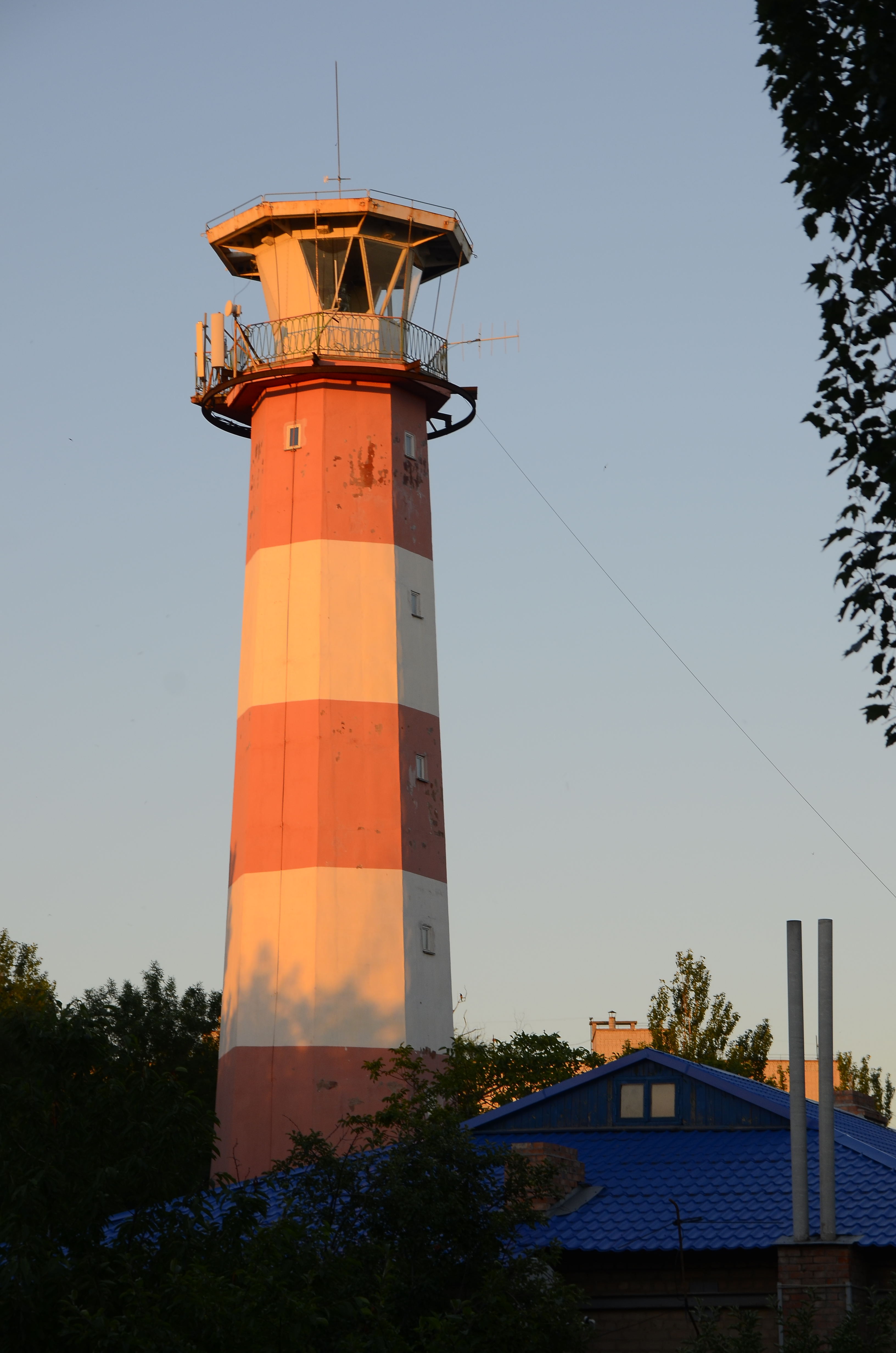
上別爾江斯克燈塔

下別爾江斯克燈塔啟用後，它指引著船隻通往別爾江斯克灣，然而，繞過沙嘴進入海灣的船隻卻被迫在沒有清晰地標的情況下駛入港口。為了方便船隻在海灣中航行，上別爾江斯克燈塔於1877年落成啟用。由於上別爾江斯克燈塔位於沙嘴更北面，因此被稱為「上」。而位於沙嘴南端的原有燈塔則被稱為「下」（即下別爾江斯克燈塔）。

### 別爾江斯克國立師範大學主樓

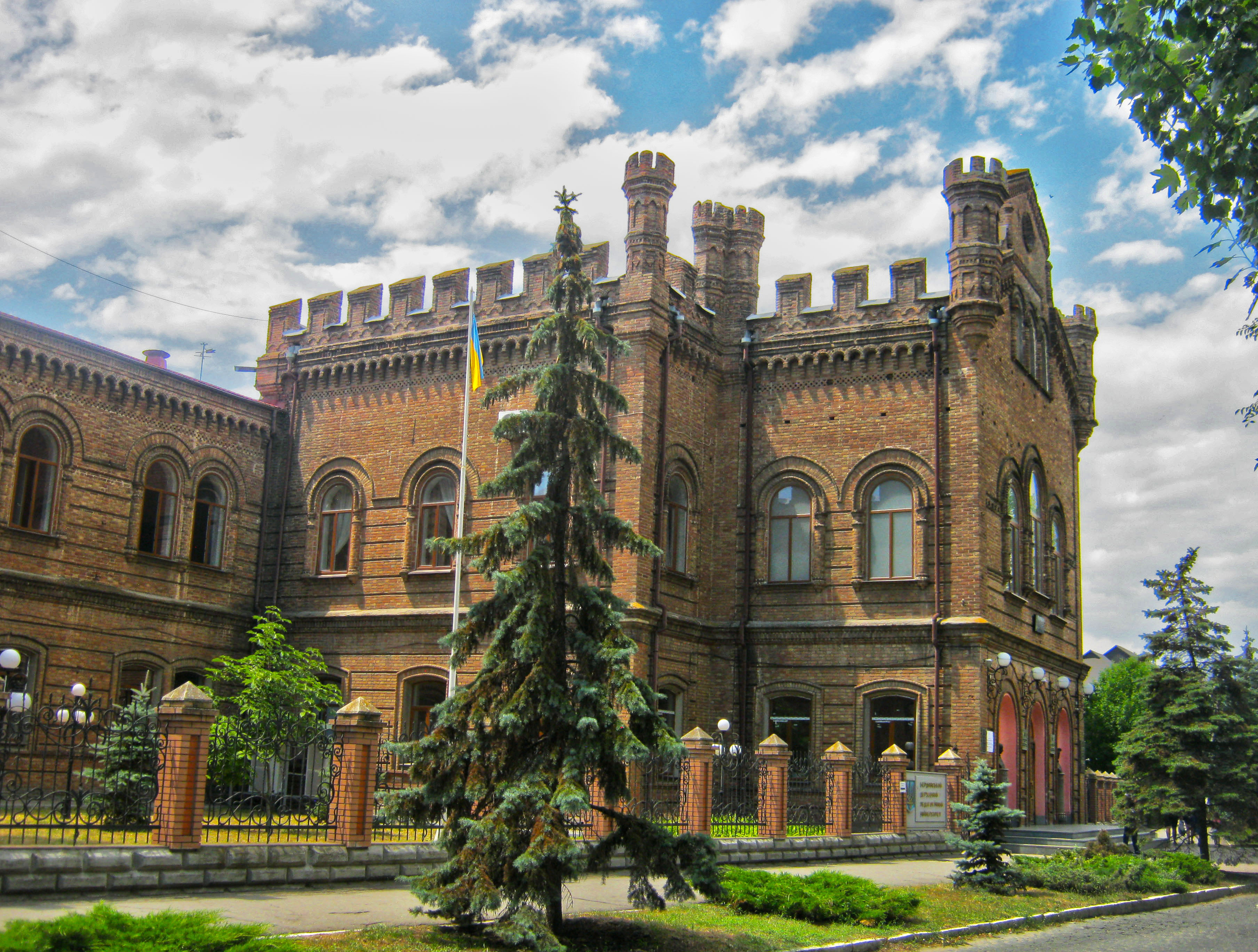
別爾江斯克國立師範大學主樓

1872年8月，別爾江斯克獲准建造一座男子文理中學。該中學於1876年落成，建築由軍事工程師K. Yelsky（1837-1896）設計。細菌學家沃爾德瑪·哈夫金和彼得·施密特等名人都曾在該校就讀，該中學一直持續運作到1919年。
後來校舍被用作別爾江斯克國立師範學校的主樓。
1932年10月，在師範學校的基礎上成立了教育學院，隨後又成立了師範研究所。在1941年至1943年被佔領期間，一所德國醫院曾在該校主樓運作。
1939年至2002年，該校曾以蘇聯英雄波琳娜·奧西彭科的名字命名。2002年，該校更名為別爾江斯克國立師範大學。

## 康文設施

### 別爾江斯克地方志博物館

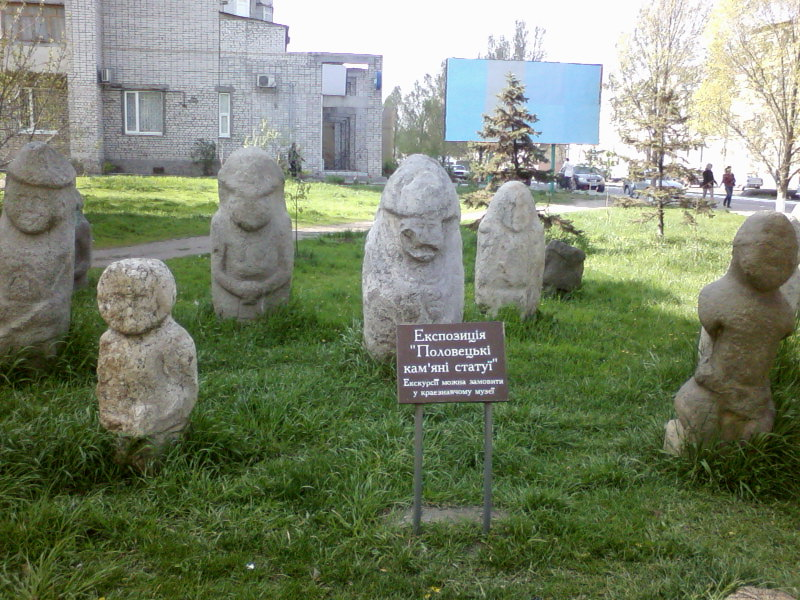
別爾江斯克地方志博物館的庫曼人女性石像

別爾江斯克地方志博物館於1929年在前市議會大樓內成立。蘇德戰爭期間，博物館建築被摧毀，部分展品遺失，部分展品被遷出。1944年，博物館遷至烏克蘭保衛者公園內一棟以彼得·施密特命名的獨立建築內恢復運作。1958年，博物館遷至佩雷莫希大街14號的一棟三層住宅大樓的一樓，並保留至今。
1977-1978年間，該博物館進行了大規模修繕、重建和全面重新展覽，期間增設了一個展廳、一個研究人員辦公室和一個收銀台。1983年，特魯達大道47號的一間房間被劃撥用於存放藏品，並進行了擴建。該館收藏了大量庫曼人女性石像，以及一些西元前4世紀斯基泰時期的展品。其展覽分為前蘇聯、蘇聯、現代、區域性質和展廳幾個部分，展廳設有常設展覽，
1980年，該博物館於設立了分館－彼得·施密特紀念故居博物館（施密特街8號），彼得·施密特及其家人曾於1876至1886年間居住在該址。館內一樓展覽專門介紹別爾江斯克的施密特家族以及彼得·施密特中尉的生平和活動。二樓設有紀念室，重現了當時的生活。 
1985 年，另一分館波德維格博物館成立，該館主要展出1941年至1945年蘇德戰爭相關展覽，以紀念蘇聯勝利40週年。
第三座分館－別爾江斯克歷史博物館，則於2005年9月17日開館，位於意大利街15號，佔地面積557平方公尺。該分館的五個展廳展現了別爾江斯克從19世紀初到21世紀初的歷史。前兩個展廳展示了前蘇聯時期的別爾江斯克，第三個展廳展示了蘇聯時期的別爾江斯克，第四個展廳展示了1991年烏克蘭獨立以來的歲月及其進一步的發展。第五個展廳專門介紹別爾江斯克的友好城市以及「我們的城市榮獲『最佳改進城市』競賽」的資料。分館的會議廳配備了電腦、音訊和視訊設備。

### 別爾江斯克伊薩克·布羅茨基藝術館
別爾江斯克布羅茨基藝術館位於中央街29號，收藏了十九世紀下半葉至二十世紀初俄羅斯著名藝術家（包括伊萬·艾瓦佐夫斯基、伊萬·克拉姆斯科伊、阿爾希普·庫因芝和阿列克謝·孔德拉季耶維奇·薩伏拉索夫）的畫作。伊薩克·布羅茨基是別爾江斯克本地人，他是聖彼得堡皇家藝術學院的畢業生。1917年十月革命及1917-22年的俄國內戰時，為了避免當權者掠奪和銷毀其學院博物館的展品，他將部分展品透過卡車運送到別爾江斯克。在別爾江斯克市政府的許可和支持下，1930年11月7日（十月革命紀念日），地方志博物館二樓開設了“著名藝術家伊薩克·布羅茨基畫廊”，以展出上述展品。蘇德戰爭爆發前，後來由於收藏品愈來愈多，畫廊收藏了約 500 件藝術品，隨著戰爭的爆發，該些藏品被疏散到斯大林格勒，隨著前線的逼近，這些藏品被疏散到伏爾加河左岸，其中包括 18 幅19世紀大師的畫作、44 本書和 8 尊小雕像。
部分藏品於 1945 年底運回別爾江斯克，在地方志博物館大樓倖存的側樓中存放了兩年（主樓則已被摧毀），直到 1947 年，一座面積為 150 平方米的小樓被分配用於存放藏品。經過徹底的清查和全俄羅斯藝術學院的修復工作後，藝術展覽於 11 月 7 日重新向遊客開放。隨後由於收藏品愈來愈多，藝術館於2007年遷至現址。

### 別爾江斯克市塔拉斯·謝甫琴科文化宮
別爾江斯克市塔拉斯·謝甫琴科文化宮是該市的主要文化和藝術中心，許多文化、藝術和創意團體在中心內工作。

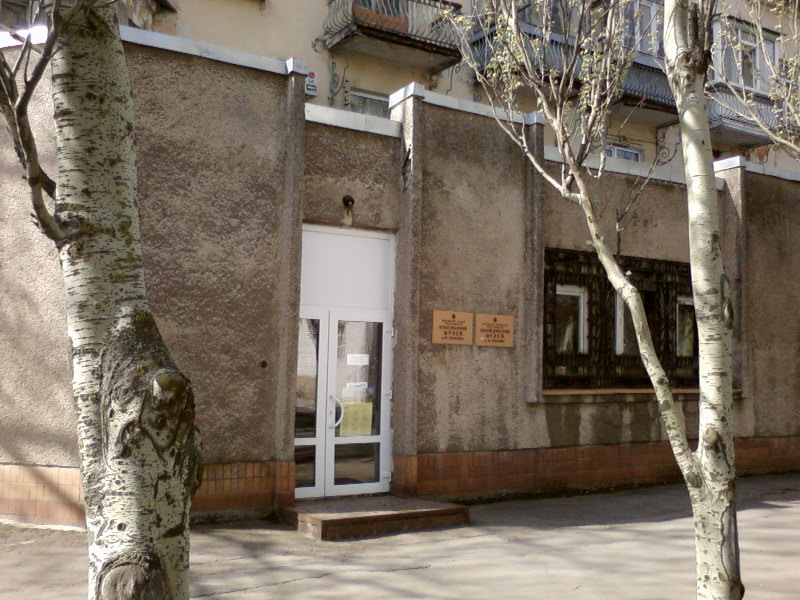
別爾江斯克地方志博物館
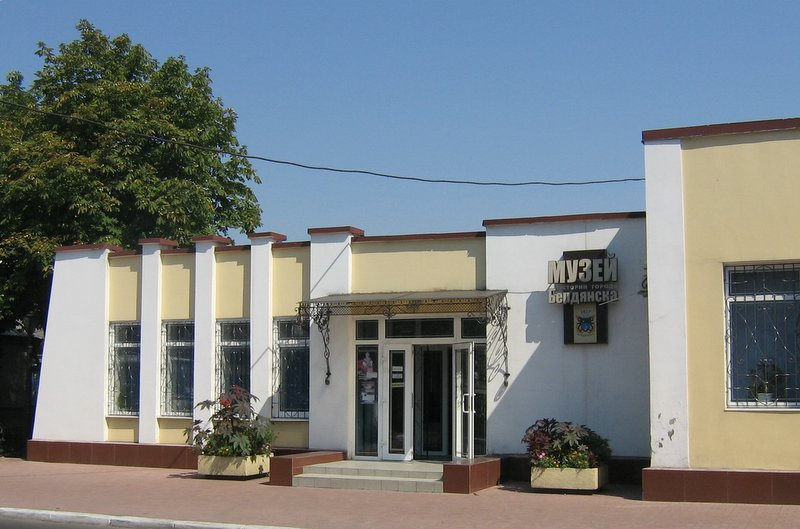
別爾江斯克市歷史博物館
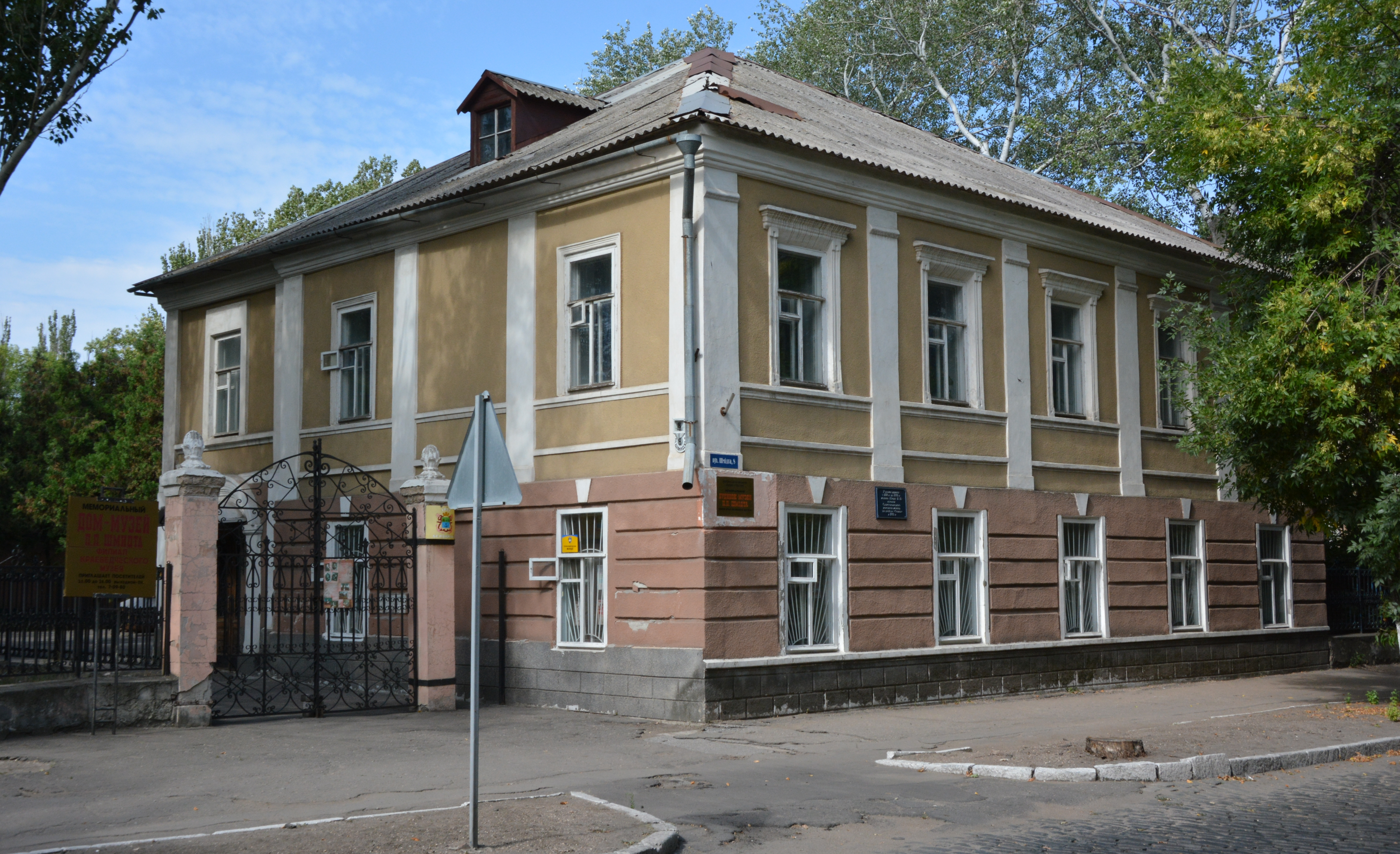
彼得·施密特紀念故居博物館
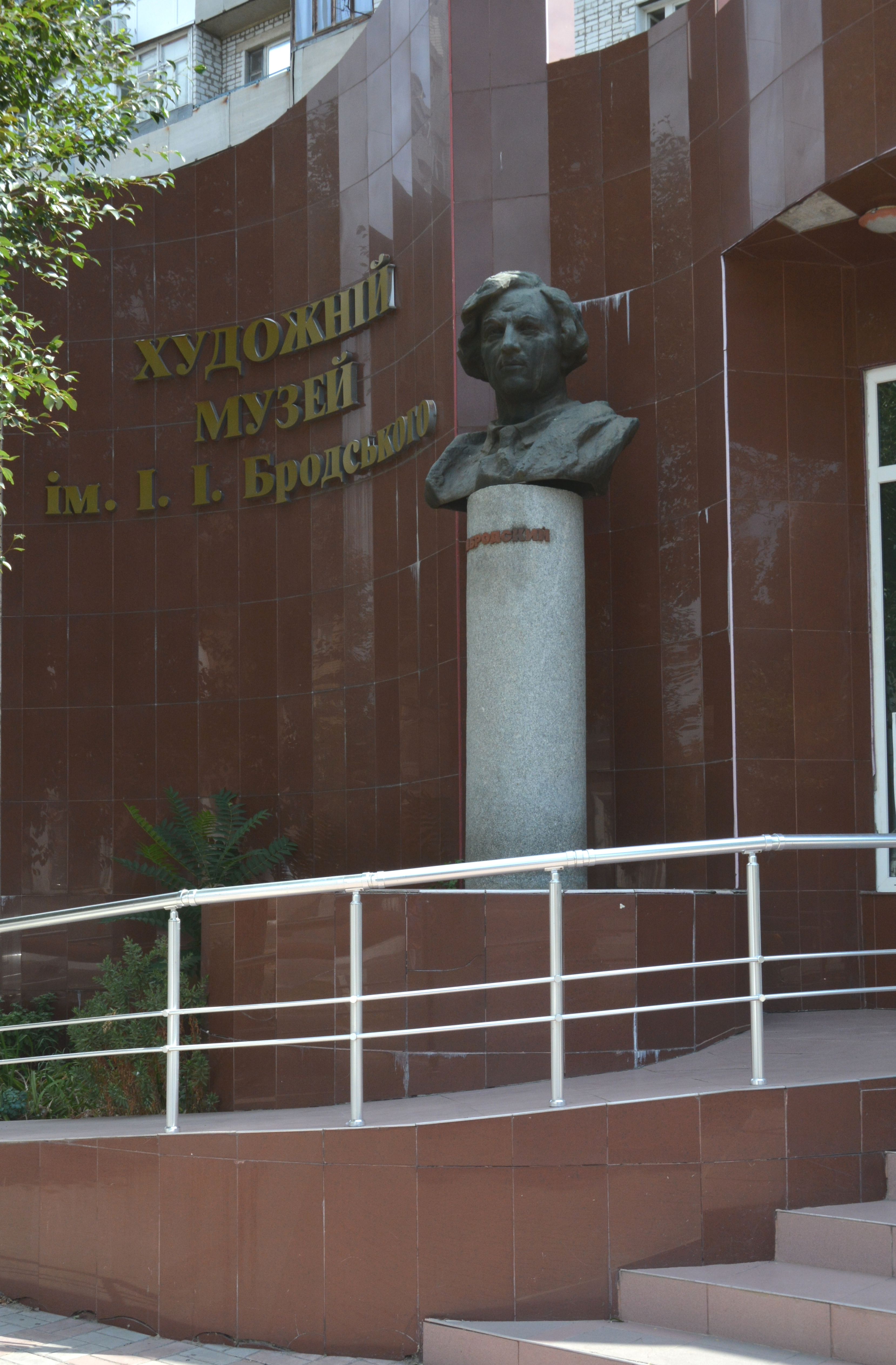
別爾江斯克布羅茨基藝術博物館
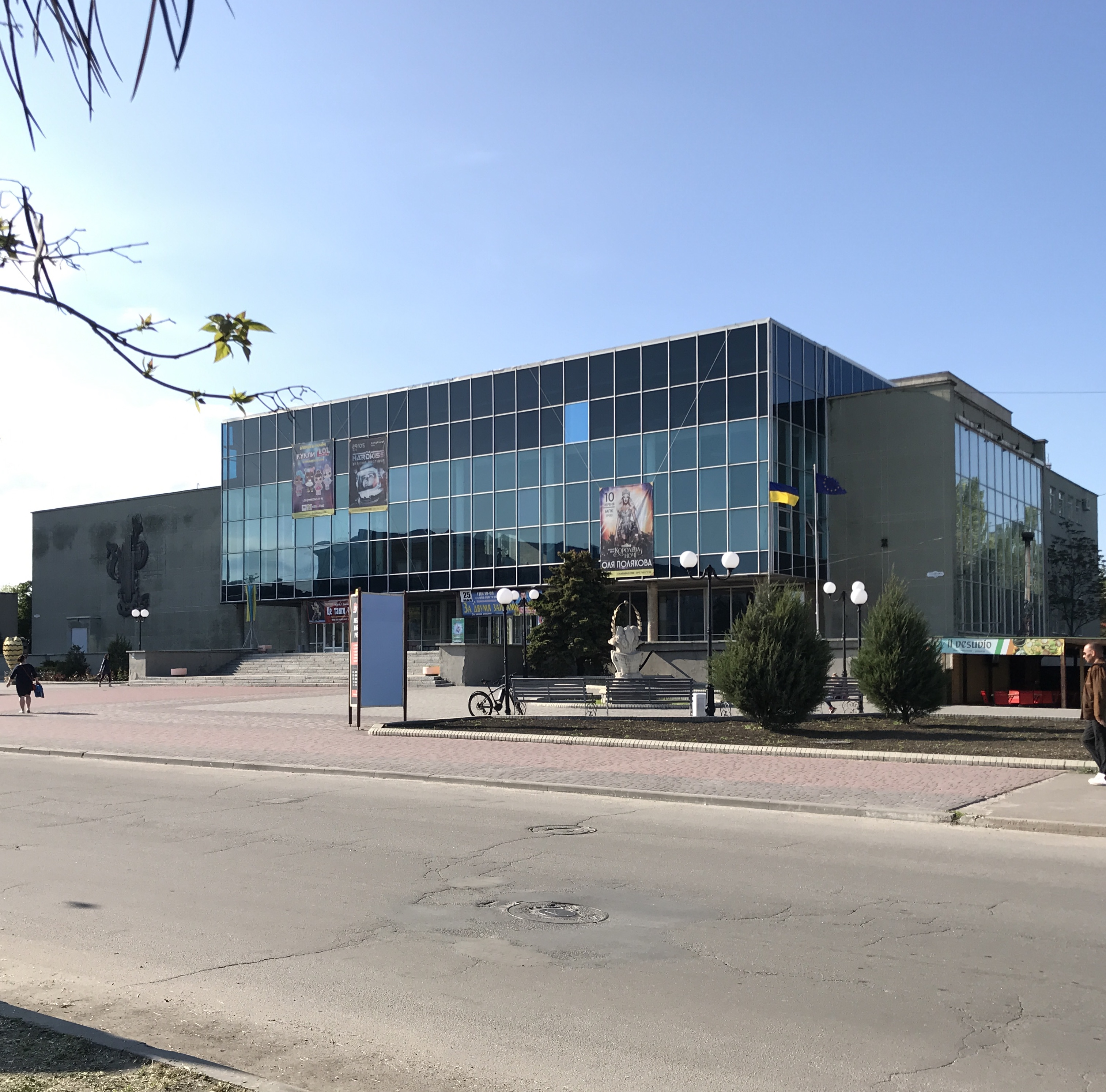
別爾江斯克市塔拉斯·謝甫琴科文化宮

### 烏克蘭保衛者公園
烏克蘭保衛者公園位於別爾江斯克市中心，是當地居民和遊客的休閒場所。公園佔地超過3.5公頃。公園廣場始建於19世紀70年代中期。原名「施密特公園」是為了紀念彼得·施密特中尉，他的半身像矗立在公園入口處。商人葉茲魯比爾斯基的故居亦坐落於公園內，如今該建築已成為一所音樂學校。

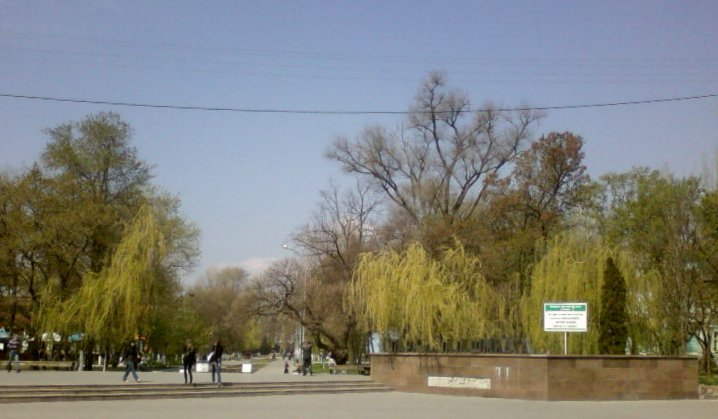
公園中央入口
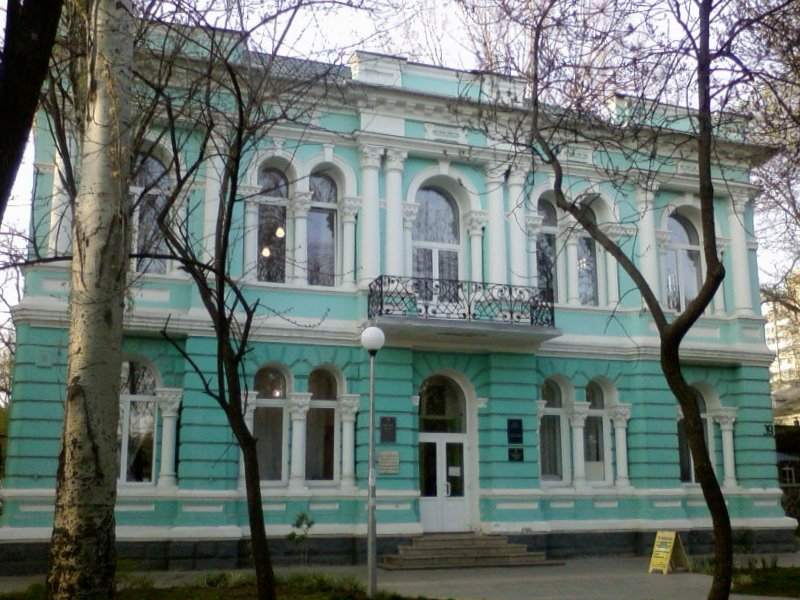
商人葉茲魯比爾斯基的故居

## 地理及生態

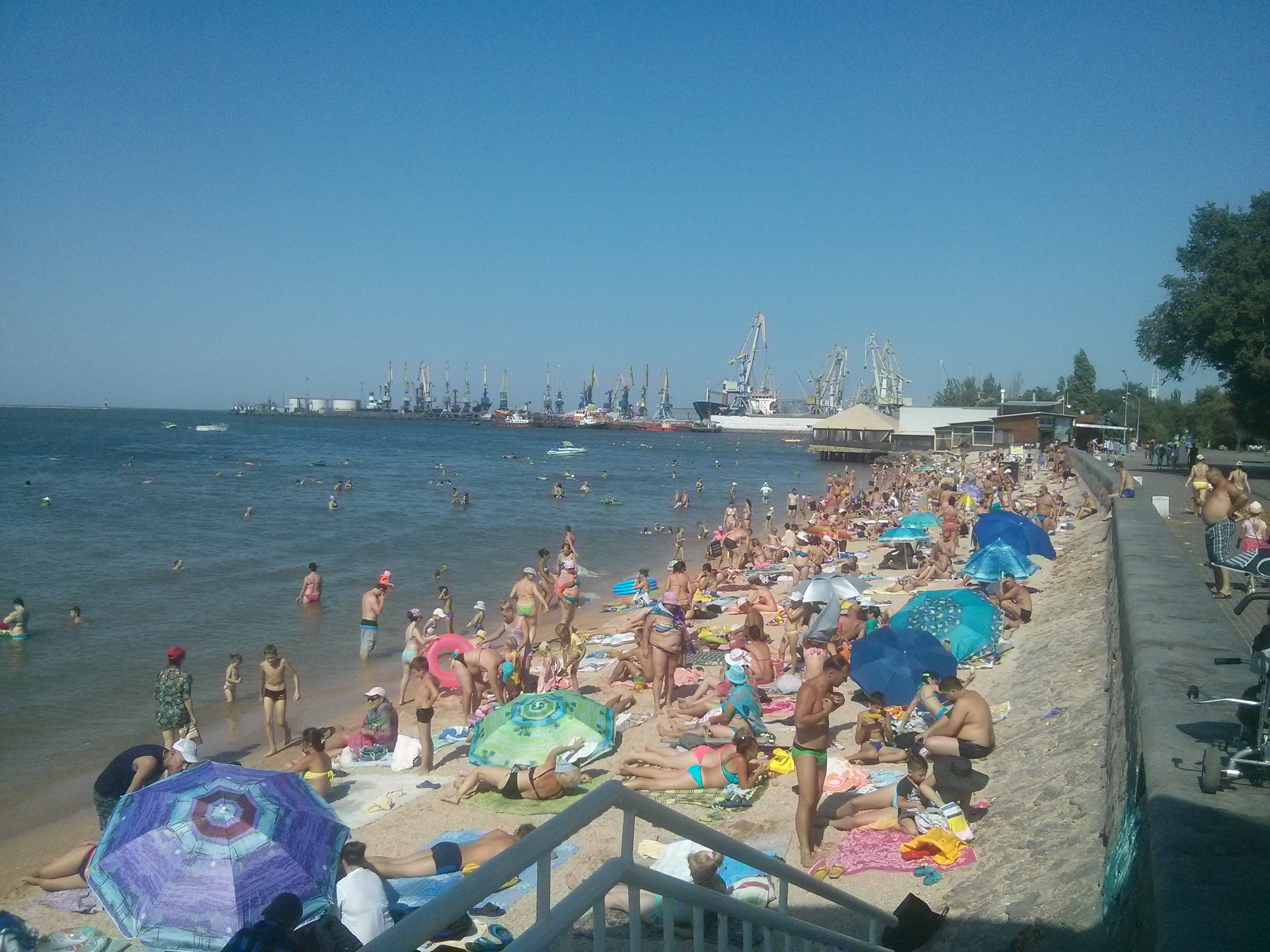
別爾江斯克的一處海灘，攝於2017年

在地質學上，別爾江斯克位於東歐平原南部、烏克蘭地盾南緣的緩坡上，市中心位於黑海低地。別爾江斯克市中心位於別爾江斯克沙嘴與大陸的連接處。

### 氣候
別爾江斯克氣候接近溫帶，亞速海對其影響顯著，夏季漫長、乾燥炎熱、陽光充足，冬季短暫、少雪、溫和。八月平均氣溫為 25.1°C，高溫天氣經常超過30°C。一月平均氣溫為-2.1°C。冬季氣溫有時可降至-15°C。年平均氣溫為 11.5°C。
別爾江斯克屬於降雨較少的地區，當地年平均降雨量為470毫米。盛行東風和東南風，頻率為40-50%。冰期比亞速海其他海岸晚，大約在一月中旬出現。冰蓋持續到三月初，但有些年份海面完全不結冰。年平均晴天數為179天。
| 別爾江斯克（2006-2014） | 別爾江斯克（2006-2014） | 別爾江斯克（2006-2014） | 別爾江斯克（2006-2014） | 別爾江斯克（2006-2014） | 別爾江斯克（2006-2014） | 別爾江斯克（2006-2014） | 別爾江斯克（2006-2014） | 別爾江斯克（2006-2014） | 別爾江斯克（2006-2014） | 別爾江斯克（2006-2014） | 別爾江斯克（2006-2014） | 別爾江斯克（2006-2014） | 別爾江斯克（2006-2014） |
| 月份                    | 1月                     | 2月                     | 3月                     | 4月                     | 5月                     | 6月                     | 7月                     | 8月                     | 9月                     | 10月                    | 11月                    | 12月                    | 全年                    |
| ----------------------- | ----------------------- | ----------------------- | ----------------------- | ----------------------- | ----------------------- | ----------------------- | ----------------------- | ----------------------- | ----------------------- | ----------------------- | ----------------------- | ----------------------- | ----------------------- |
| 历史最高温 °C（°F）     | 8.9 (48.0)              | 10.6 (51.1)             | 15.3 (59.5)             | 27.0 (80.6)             | 32.6 (90.7)             | 35.3 (95.5)             | 36.8 (98.2)             | 37.9 (100.2)            | 30.1 (86.2)             | 24.5 (76.1)             | 17.7 (63.9)             | 13.0 (55.4)             | 37.9 (100.2)            |
| 平均高温 °C（°F）       | 0.2 (32.4)              | 0.7 (33.3)              | 6.4 (43.5)              | 13.9 (57.0)             | 21.9 (71.4)             | 27.2 (81.0)             | 29.7 (85.5)             | 29.7 (85.5)             | 22.6 (72.7)             | 15.4 (59.7)             | 8.6 (47.5)              | 3.2 (37.8)              | 15.0 (58.9)             |
| 日均气温 °C（°F）       | −2.1 (28.2)             | −1.8 (28.8)             | 3.2 (37.8)              | 12.4 (54.3)             | 18.2 (64.8)             | 23.1 (73.6)             | 25.2 (77.4)             | 25.1 (77.2)             | 18.6 (65.5)             | 11.9 (53.4)             | 5.8 (42.4)              | 0.9 (33.6)              | 11.7 (53.1)             |
| 平均低温 °C（°F）       | −4.3 (24.3)             | −4.0 (24.8)             | 0.7 (33.3)              | 7.1 (44.8)              | 14.4 (57.9)             | 18.8 (65.8)             | 20.7 (69.3)             | 20.5 (68.9)             | 14.5 (58.1)             | 8.8 (47.8)              | 3.5 (38.3)              | −0.9 (30.4)             | 8.3 (47.0)              |
| 历史最低温 °C（°F）     | −26.5 (−15.7)           | −21.0 (−5.8)            | −11.1 (12.0)            | −2.0 (28.4)             | 2.8 (37.0)              | 9.9 (49.8)              | 12.2 (54.0)             | 10.9 (51.6)             | 4.9 (40.8)              | −2.9 (26.8)             | −9.8 (14.4)             | −14.3 (6.3)             | −26.5 (−15.7)           |
| 平均降水量 mm（）       | 57 (2.2)                | 36 (1.4)                | 38 (1.5)                | 34 (1.3)                | 39 (1.5)                | 46 (1.8)                | 27 (1.1)                | 27 (1.1)                | 52 (2.0)                | 35 (1.4)                | 27 (1.1)                | 52 (2.0)                | 470 (18.4)              |
| [ 來源請求 ]            |                         |                         |                         |                         |                         |                         |                         |                         |                         |                         |                         |                         |                         |

### 動植物
別爾江斯克位於草原地帶，這使其動植物種類繁多。主要的自然景觀位於別爾江斯克沙嘴盡頭。沙嘴的植物種類繁多，擁有300多種不同的植物，其中一些已被列入國際自然保護聯盟瀕危物種紅色名錄（例如科爾喀斯薹草、濱海刺芹、光果甘草）。沙嘴上的植被主要由根系發達的植物組成。
儘管沙嘴人口稠密，但動物種類繁多。沙嘴上仍可以看到歐洲野兔、北白胸刺蝟、歐洲鼬、赤狐和伶鼬。此外，還有鴨、鵝、天鵝、海鷗、鷸、蒼鷺、歐亞喜鵲、侏鸕鶿、鸕鶿、鶯、鴴、紅胸黑雁和疣鼻天鵝。在遷徙季節，它們的數量會激增。
別爾江斯克附近的海水溫度高於克里米亞和高加索地區的黑海沿岸。 5月，水溫已升至攝氏22度（華氏72度），6月則高達攝氏30度（華氏86度）。近海生活著70多種魚類及甲殼動物，包括歐洲鰉、俄羅斯鱘、閃光鱘、黑海菱鮃、鮻、鯔魚、鯷魚、歐白魚、多種蝦虎魚和海蟑螂。此外，海裡亦有掠食者，如梭吻鱸和小體鱘。浮游植物包括矽藻、多甲藻和藍菌。海底生活著大量的軟體動物，如鳥蛤、貽貝和血蛤。它們是魚類的重要食物來源。沿海水域還有海豚和港灣鼠海豚。

## 經濟
當地的主要產業是海上貿易，客戶來自世界各地。該港口從事金屬加工、廢金屬、穀物、煤炭、礦石、黏土、葵花籽油、工業用油、礦物油和生鐵的貿易。港口內設有化肥和礦物油加工綜合設施、貨櫃碼頭和鐵路車輛段。所有繫泊處均有鐵路和公路連接，並配備電動起重機。港口水域水深8.4公尺（28英尺）。
別爾江斯克也是一個重要的漁業中心，也是該市食品工業的重要組成部分。此外，當地還有一個科學研究機構，負責在亞速海盆地進行魚類研究。該機構負責確定魚類資源水平，並計算鱘、梭吻鱸、鮻、黑海菱鮃、蝦虎魚和歐洲川鰈等經濟魚類的年捕撈量。
當地亦有兩家大型企業從事化學和石油精煉：亞速潤滑劑及石油公司（也稱「阿茲莫爾」AZMOL，烏克蘭最大的潤滑劑生產公司）和別爾江斯克國營玻璃纖維廠。阿茲莫爾主要從事潤滑劑和包裝物料的生產，並利用節能技術開發新產品。

## 人口統計
根據2001年烏克蘭人口普查，別爾江斯克居民的種族組成為：
| \| 別爾江斯克居民的種族組成 \| 別爾江斯克居民的種族組成 \| 別爾江斯克居民的種族組成 \| 別爾江斯克居民的種族組成 \| 別爾江斯克居民的種族組成 \| \| ------------------------ \| ------------------------ \| ------------------------ \| ------------------------ \| ------------------------ \| \| \| \| \| 百分比 \| \| \| 烏克蘭人 \| 烏克蘭人 \| \| 56.82% \| 56.82% \| \| 俄羅斯人 \| 俄羅斯人 \| \| 37.38% \| 37.38% \| \| 保加利亞人 \| 保加利亞人 \| \| 3.27% \| 3.27% \| \| 白俄羅斯人 \| 白俄羅斯人 \| \| 0.80% \| 0.80% \| \| 亞美尼亞人 \| 亞美尼亞人 \| \| 0.20% \| 0.20% \| \| 韃靼人 \| 韃靼人 \| \| 0.16% \| 0.16% \| \| 猶太人 \| 猶太人 \| \| 0.14% \| 0.14% \| \| 德國人 \| 德國人 \| \| 0.10% \| 0.10% \| |            |  |        |        |
| 別爾江斯克居民的種族組成 |            |  |        |        |
| |            |  | 百分比 |        |
| 烏克蘭人 | 烏克蘭人   |  | 56.82% | 56.82% |
| 俄羅斯人 | 俄羅斯人   |  | 37.38% | 37.38% |
| 保加利亞人 | 保加利亞人 |  | 3.27%  | 3.27%  |
| 白俄羅斯人 | 白俄羅斯人 |  | 0.80%  | 0.80%  |
| 亞美尼亞人 | 亞美尼亞人 |  | 0.20%  | 0.20%  |
| 韃靼人 | 韃靼人     |  | 0.16%  | 0.16%  |
| 猶太人 | 猶太人     |  | 0.14%  | 0.14%  |
| 德國人 | 德國人     |  | 0.10%  | 0.10%  |

根據2001年烏克蘭人口普查，當地居民的母語為：
| \| 別爾江斯克居民的母語 \| 別爾江斯克居民的母語 \| 別爾江斯克居民的母語 \| 別爾江斯克居民的母語 \| 別爾江斯克居民的母語 \| \| -------------------- \| -------------------- \| -------------------- \| -------------------- \| -------------------- \| \| 語言 \| 語言 \| \| 百分比 \| 百分比 \| \| 俄語 \| 俄語 \| \| 75.3% \| 75.3% \| \| 烏克蘭語 \| 烏克蘭語 \| \| 24.0% \| 24.0% \| \| 保加利亞語 \| 保加利亞語 \| \| 0.3% \| 0.3% \| \| 白俄羅斯語 \| 白俄羅斯語 \| \| 0.1% \| 0.1% \| \| 亞美尼亞語 \| 亞美尼亞語 \| \| 0.1% \| 0.1% \| |            |  |        |        |
| 別爾江斯克居民的母語 |            |  |        |        |
| 語言 | 語言       |  | 百分比 | 百分比 |
| 俄語 | 俄語       |  | 75.3%  | 75.3%  |
| 烏克蘭語 | 烏克蘭語   |  | 24.0%  | 24.0%  |
| 保加利亞語 | 保加利亞語 |  | 0.3%   | 0.3%   |
| 白俄羅斯語 | 白俄羅斯語 |  | 0.1%   | 0.1%   |
| 亞美尼亞語 | 亞美尼亞語 |  | 0.1%   | 0.1%   |

別爾江斯克在2022年3月起被俄羅斯佔領後，佔領當局正在採取措施消滅烏克蘭語，並將該城市俄羅斯化：教育機構的教學過程完全以俄語進行。佔領當局威脅商家將烏克蘭語廣告板改為俄語，否則將追究他們的責任。俄羅斯當局也採取措施改變別爾江斯克人口的民族組成，鼓勵俄羅斯人遷往該市。

## 交通

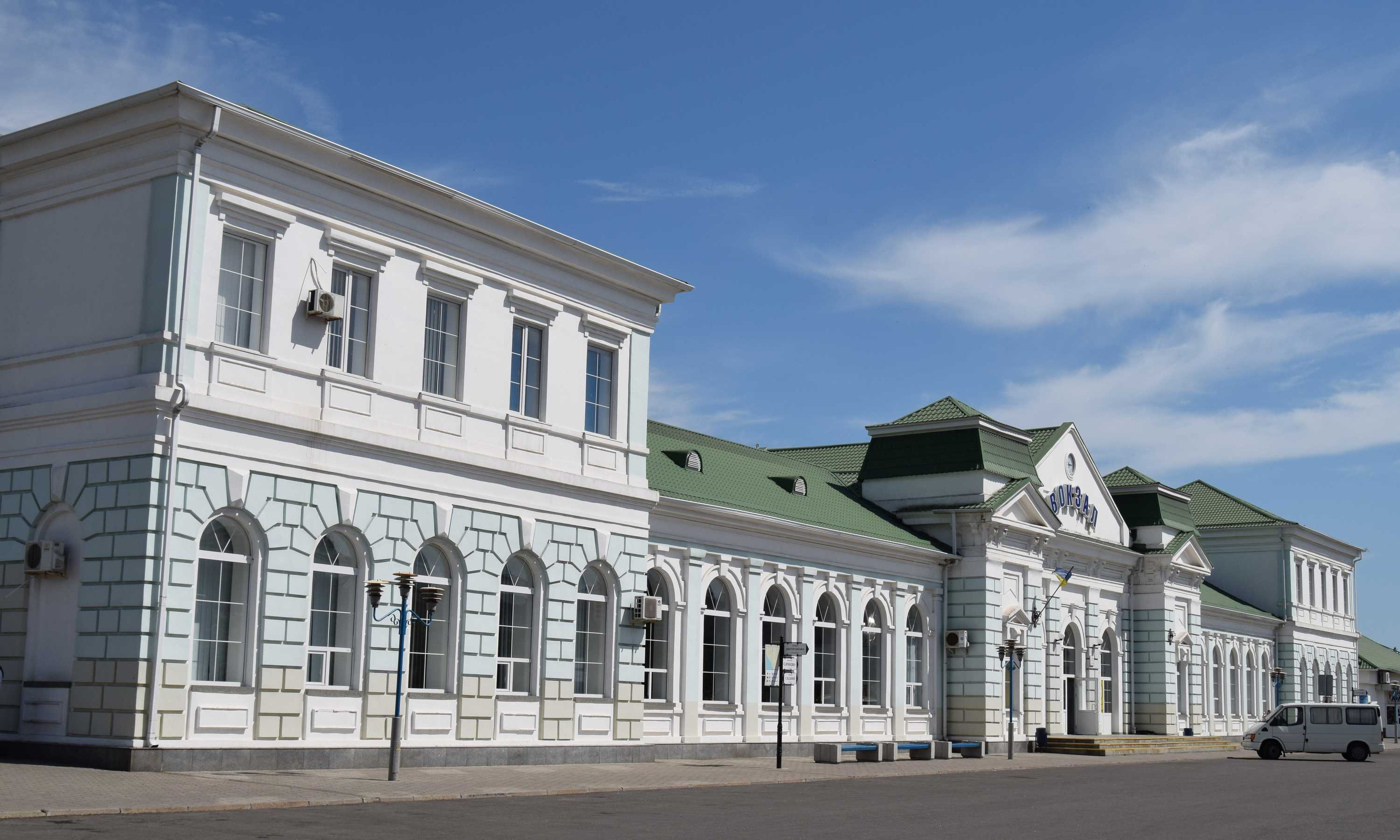
別爾江斯克火車站

別爾江斯克市與H30國道（瓦西利夫卡 - 托克馬克 - 別爾江斯克）相連。M14、E58高速公路（敖德薩 - 新亞速斯克）於該市以北3公里處穿過。

### 鐵路
別爾江斯克火車站位於市中心，是烏克蘭鐵路第聶伯河沿岸鐵路局扎波羅熱分局的一等火車站。
烏克蘭鐵路於2018年3月25日起提供來往基輔客運站和別爾江斯克 / 波克羅夫斯克的夜間特快列車（車次為226/225—246/245 次）。隨著2018/2019年新列車時刻表的實施，自2018年12月9日起，來往基輔和別爾江斯克的列車以116/115號列車運行。自2019年起，該列車被命名為「燈塔號」。2022年3月1日，俄羅斯入侵烏克蘭期間，位於瓦西利夫卡北郊附近、卡拉喬克拉克河上的鐵路橋被俄羅斯佔領軍砲擊摧毀。由於鐵路橋被摧毀，扎波羅熱與扎波羅熱州南部（包括別爾江斯克）的火車連繫被逼暫停，燈塔號亦因此暫停營運。
俄羅斯聯邦政府於2023年3月29日成立新俄羅斯鐵路公司，該公司以使用佔領區內的鐵路設施（包括別爾江斯克站）營運客運及貨運業務。

## 当地名人
- 歐嘉·柯瑞蘭寇：乌克兰裔法国模特儿兼女演员。
- 根纳季·拉古塔：乌克兰政治家，曾任赫尔松州州长。

## 國際關係
別爾江斯克與以下城市結為友好城市：
- 中国 重慶市北碚區
- 波蘭 別爾斯科-比亞瓦
- 希腊 格利法扎
- 乌克兰 海辛
- 乌克兰 霍羅登卡
- 乌克兰 赫米利尼克
- 乌克兰 克雷門丘克
- 美国 洛厄爾
- 波季
- 法國 濱海拉塞訥
- 保加利亚 揚博爾

## 图集

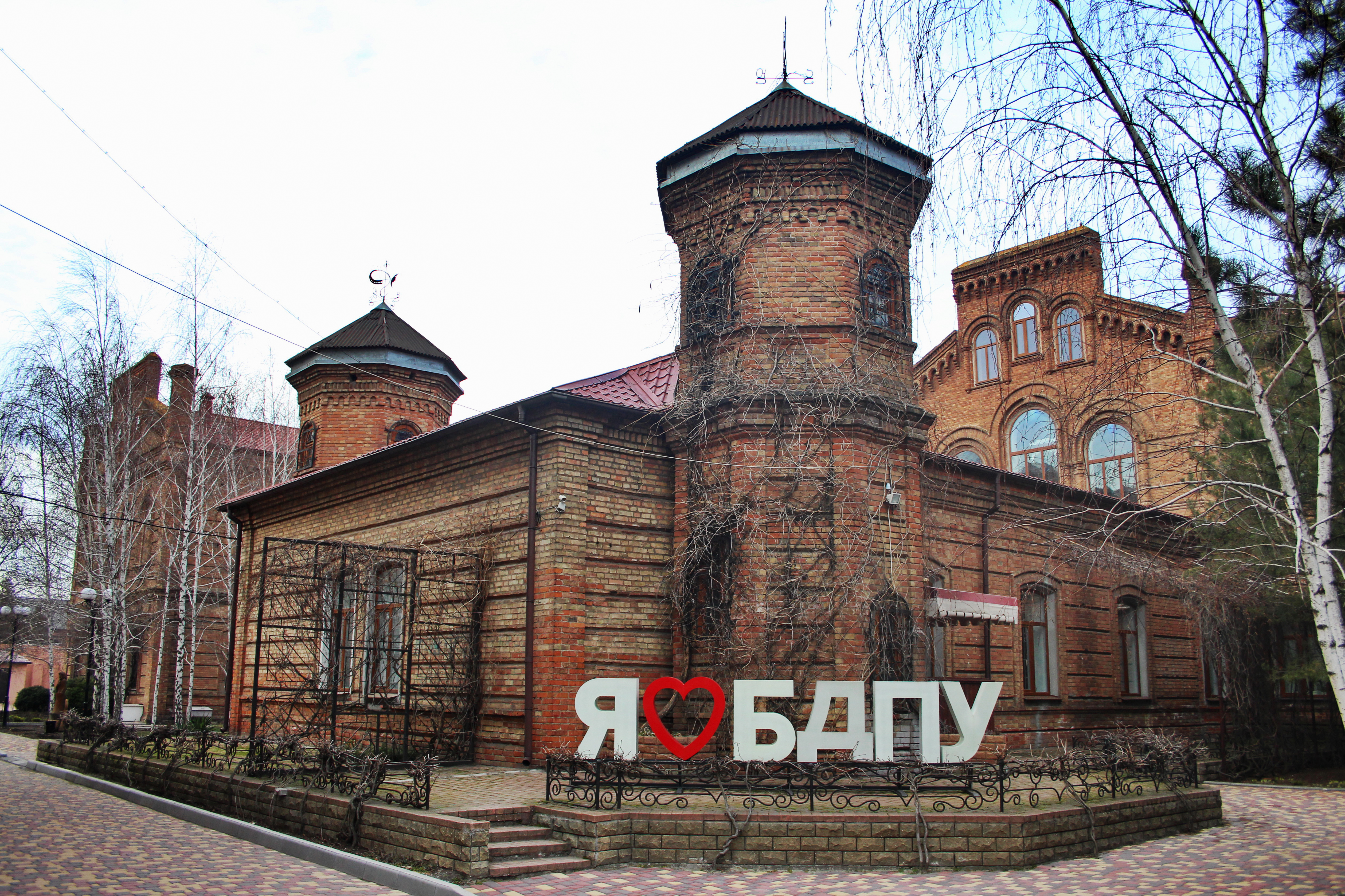
別爾江斯克前男子文理中學
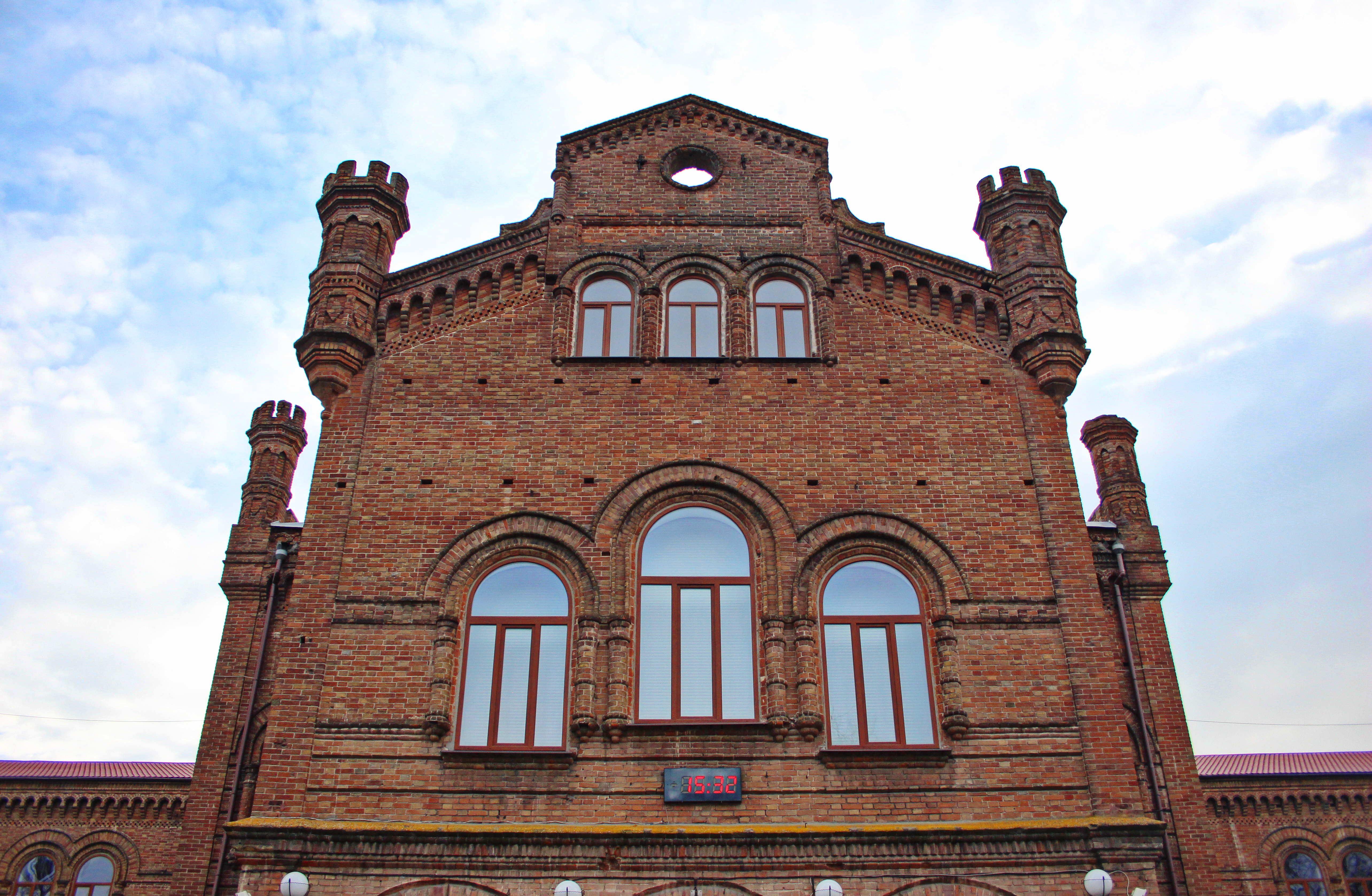
別爾江斯克前男子文理中學
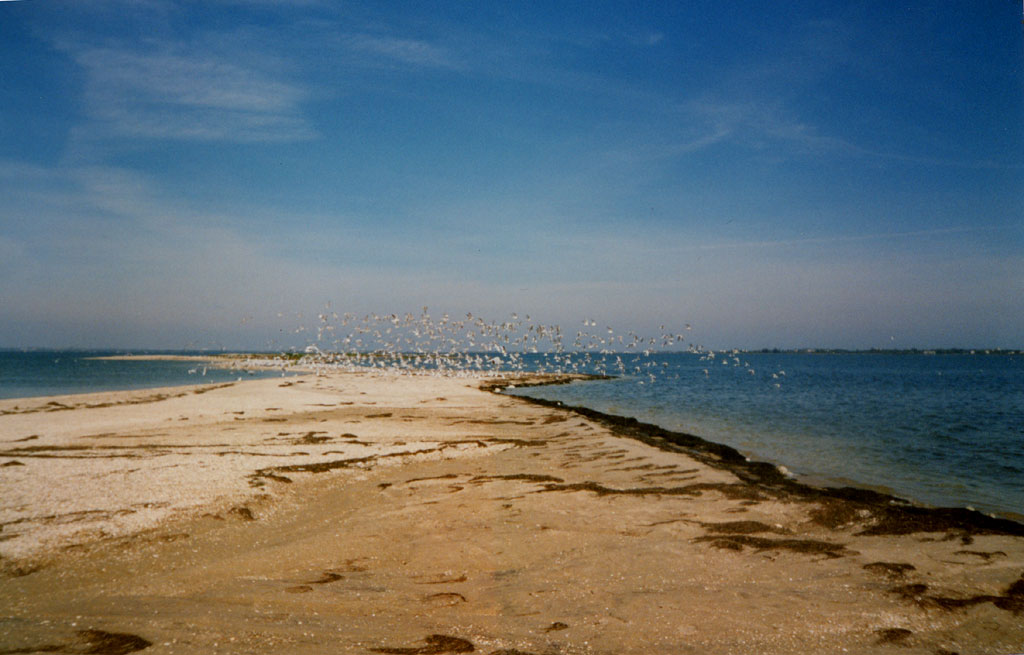
別爾江斯克沙嘴末端
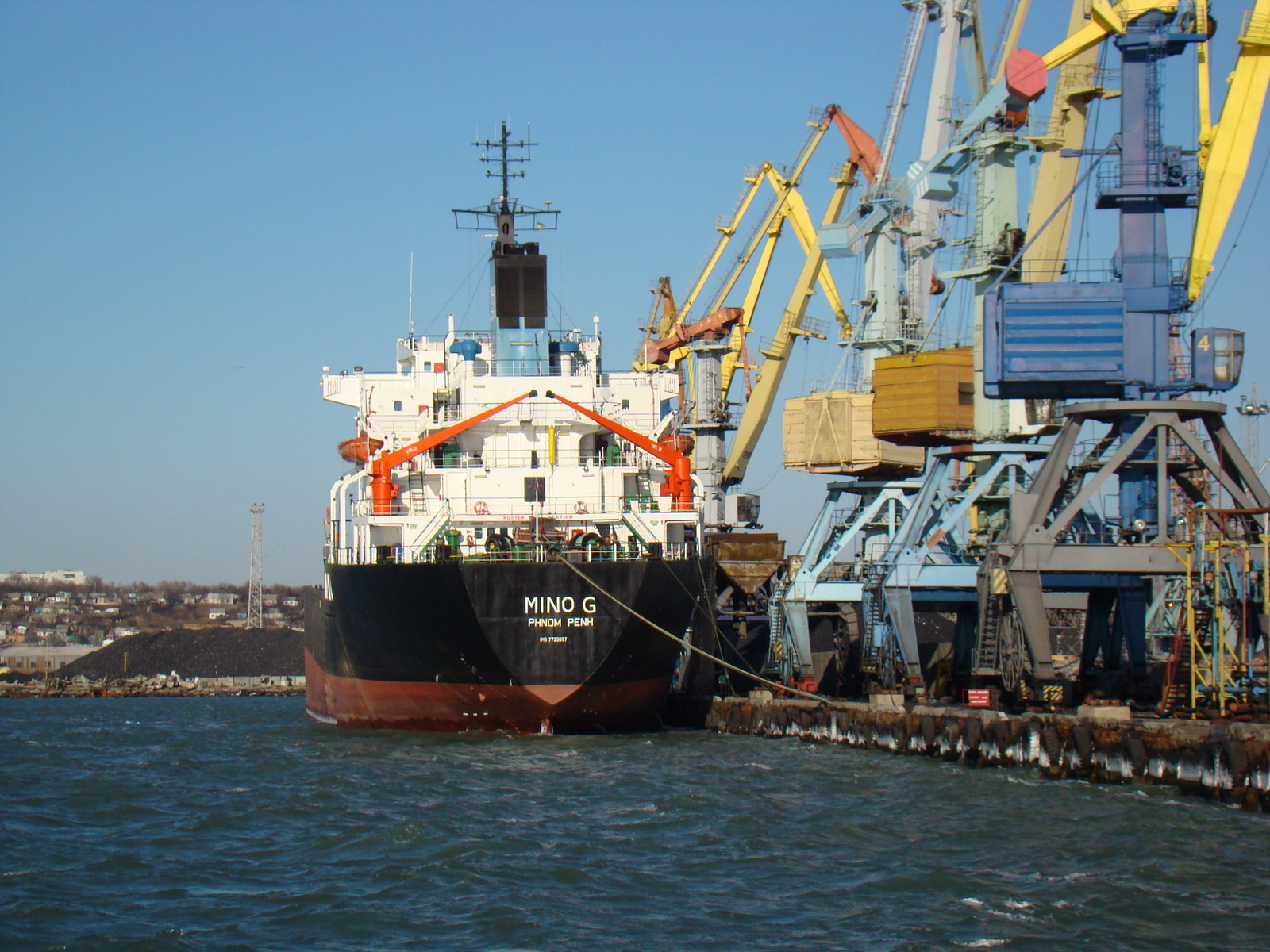
別爾江斯克港8號泊位
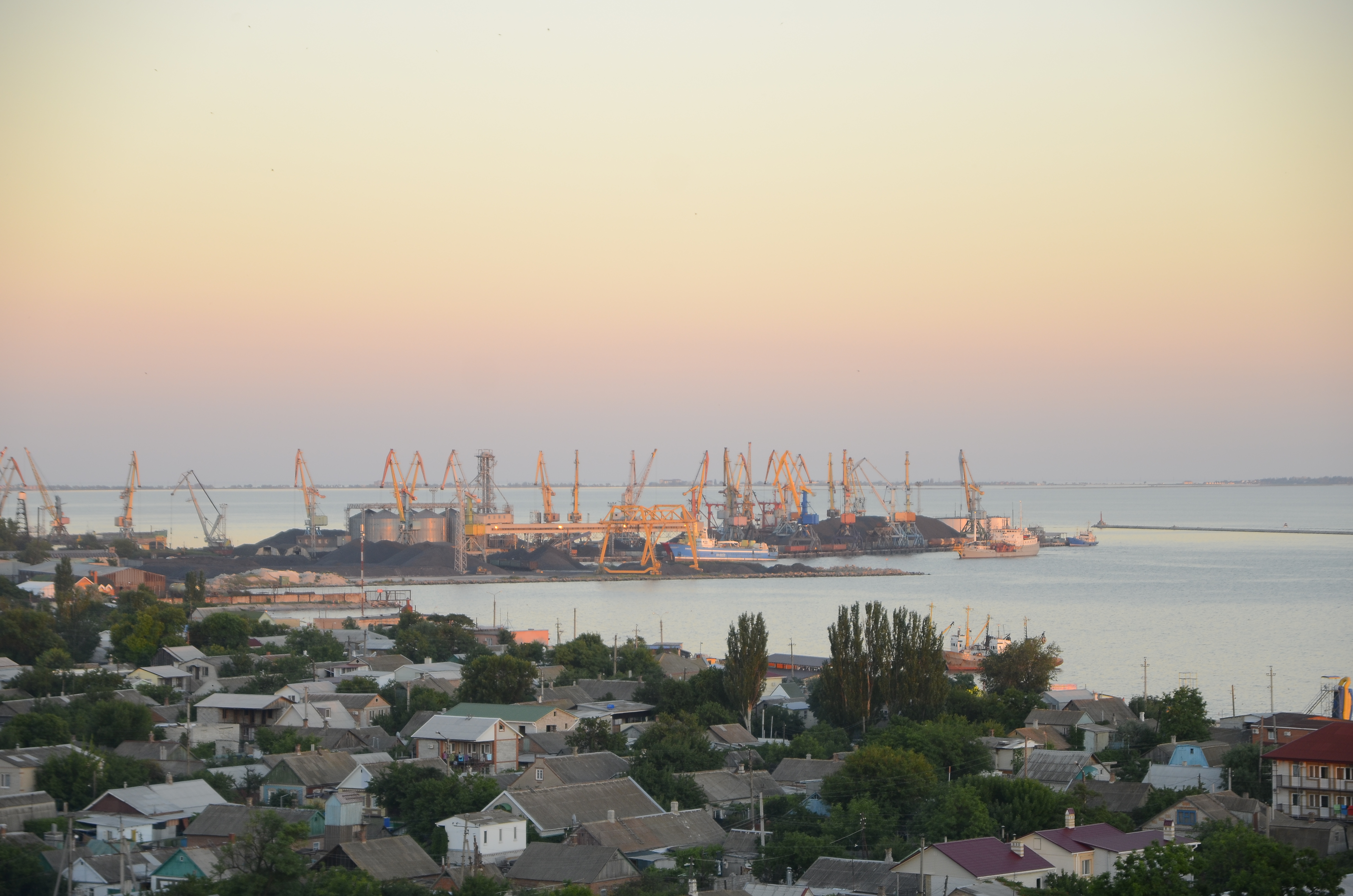
別爾江斯克港貨櫃碼頭
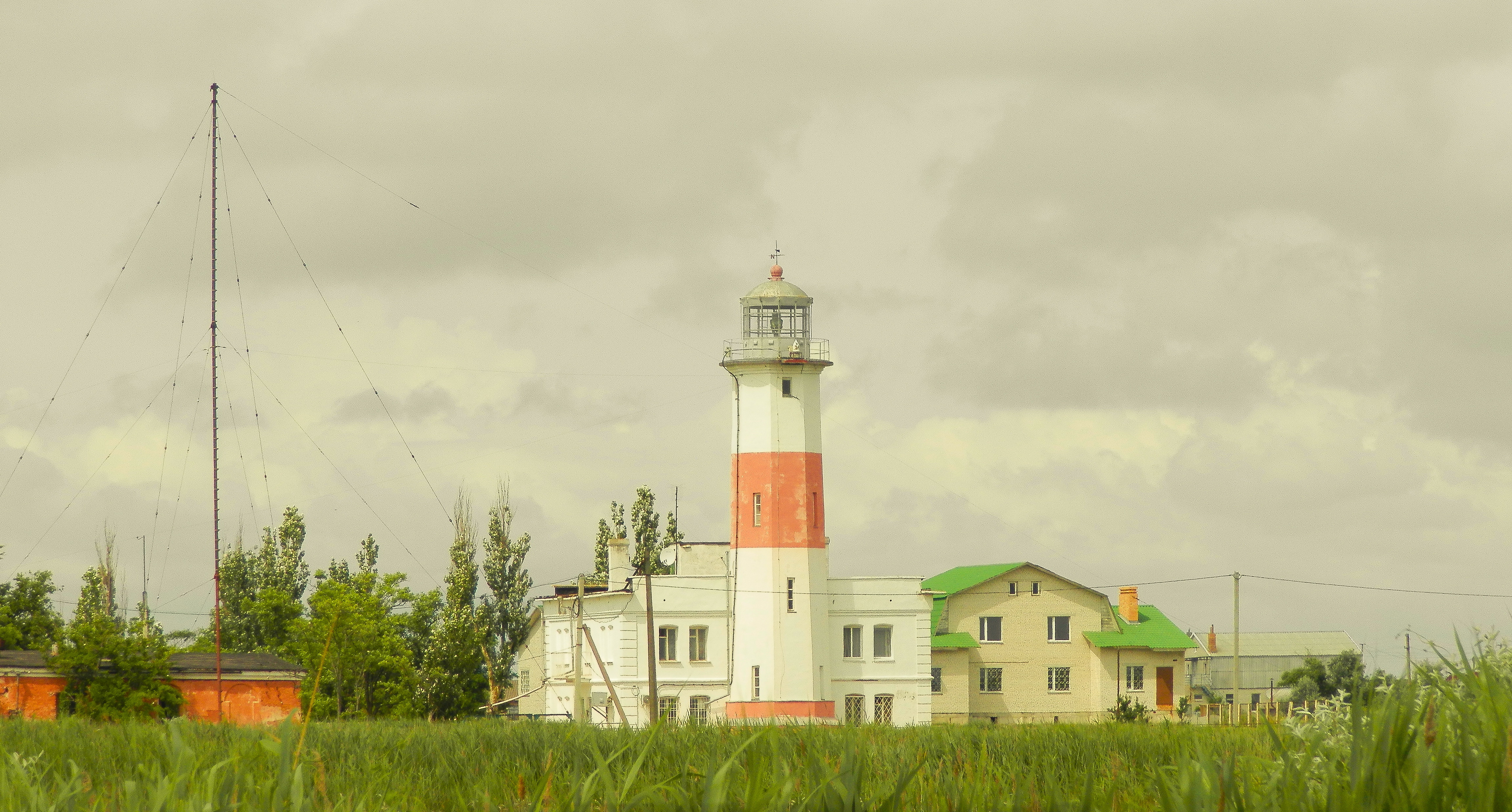
下別爾江斯克燈塔
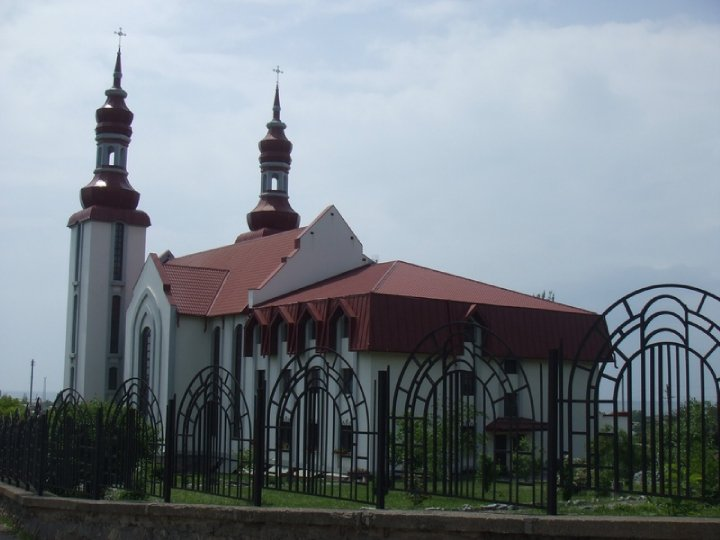
別爾江斯克聖母聖誕堂
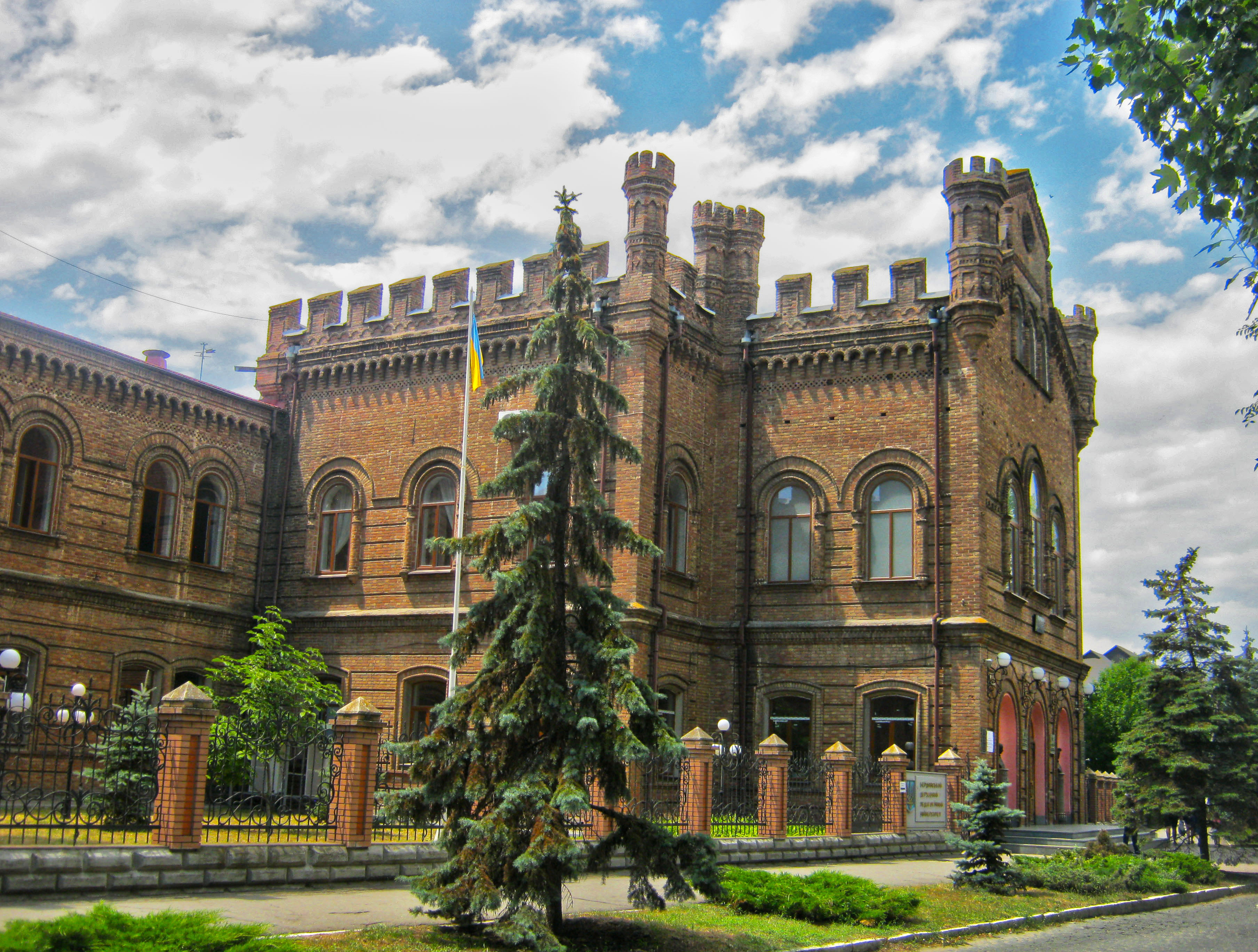
別爾江斯克國立師範大學
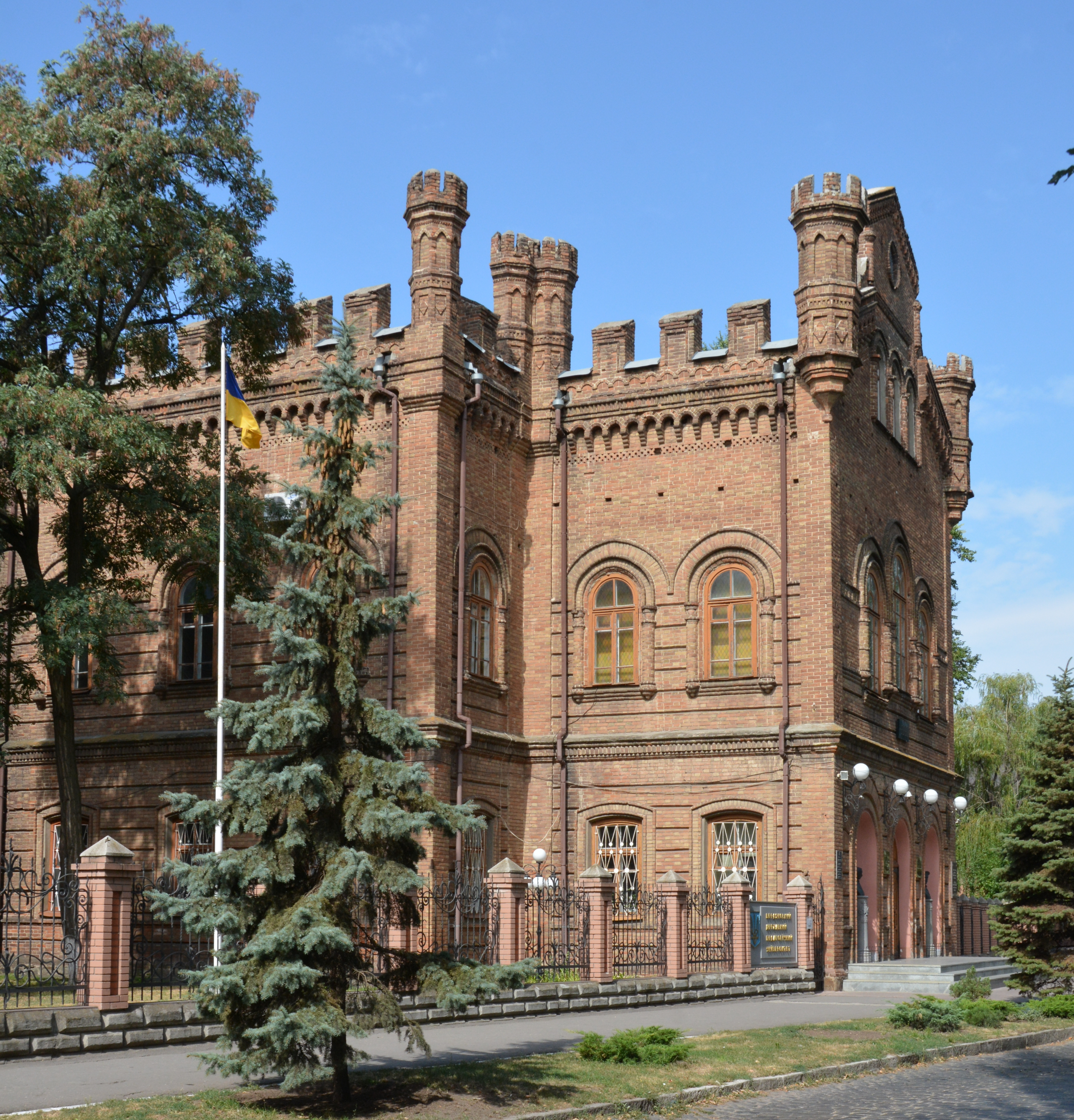
別爾江斯克國立師範大學
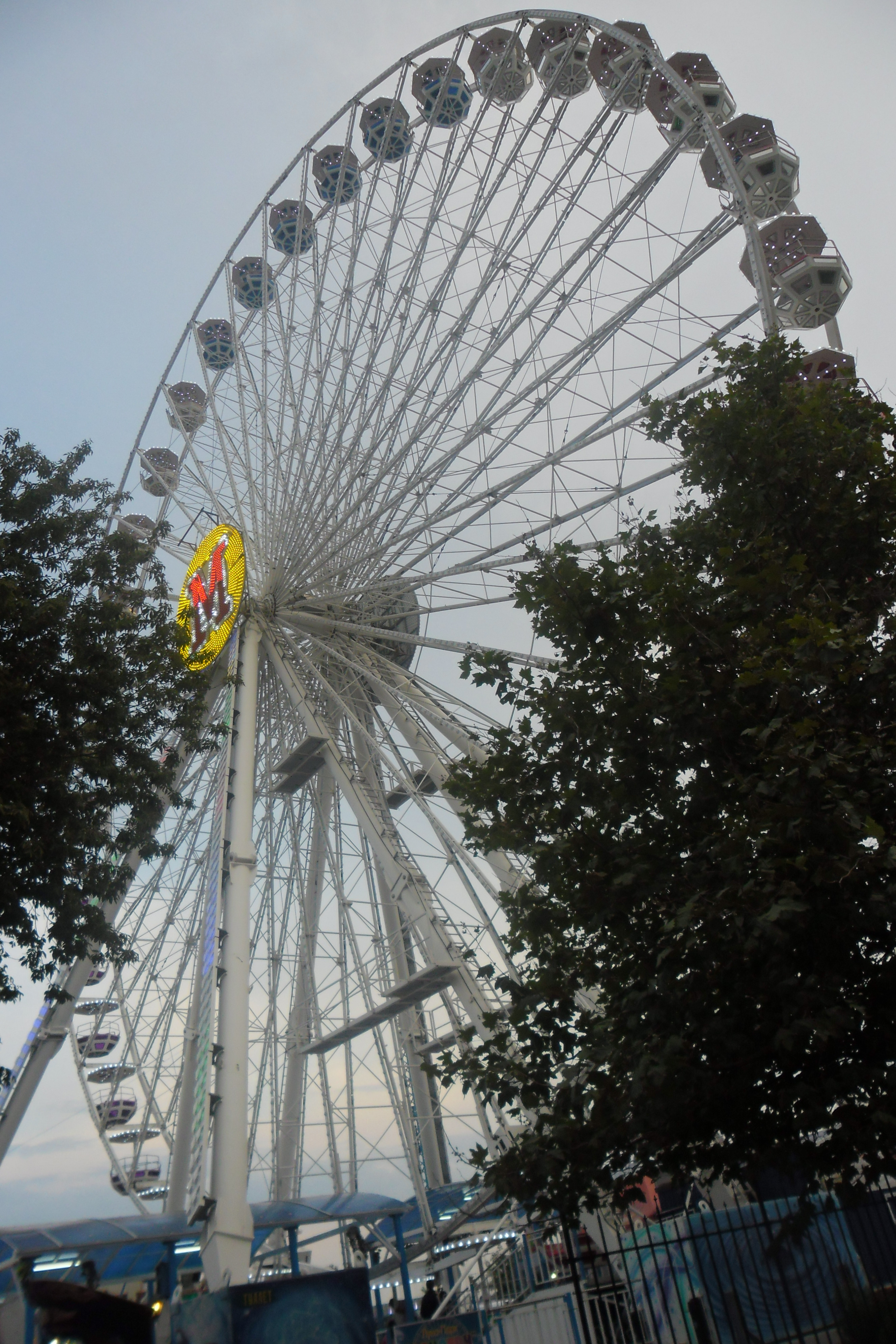
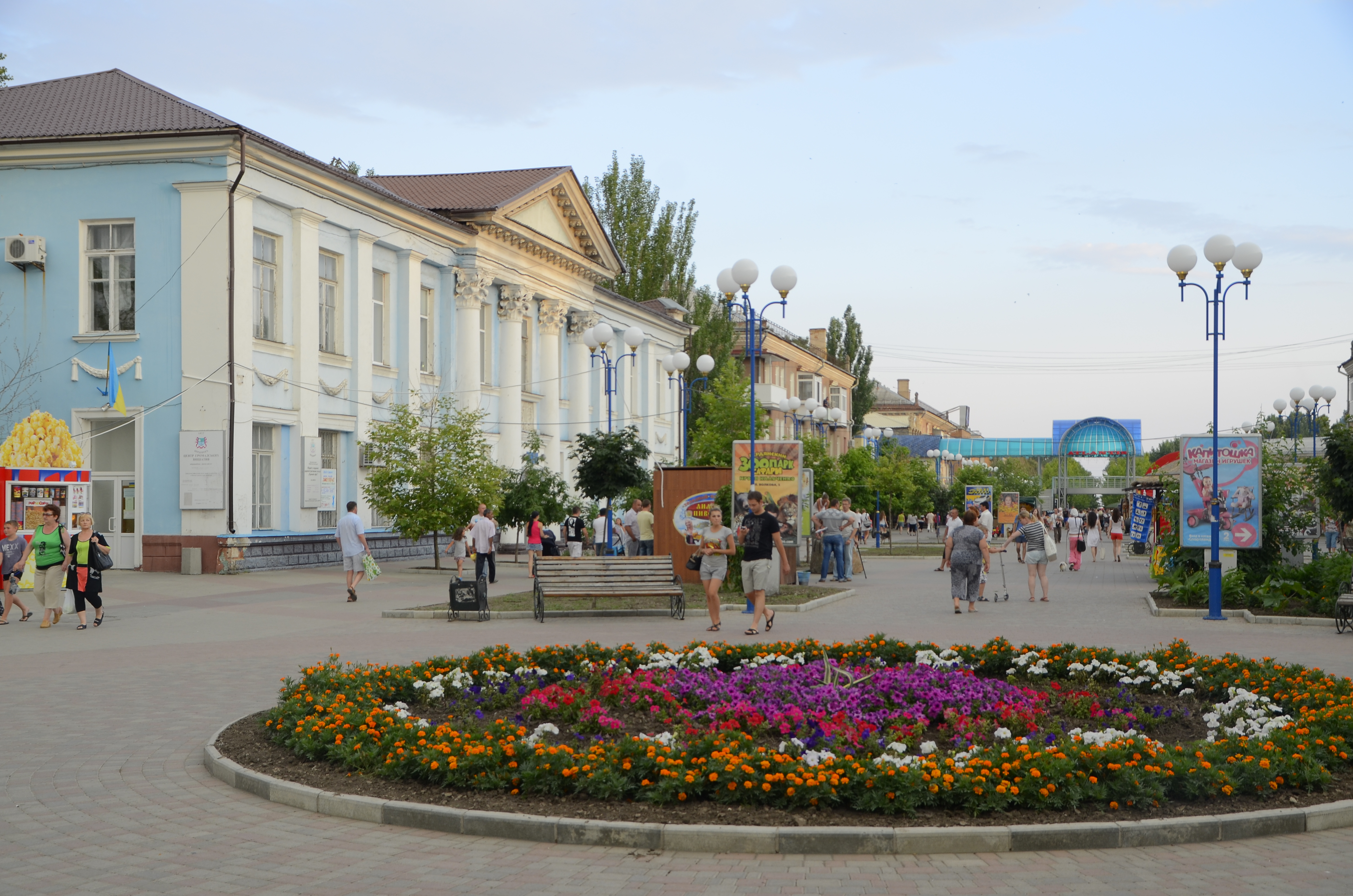
別爾江斯克市中心
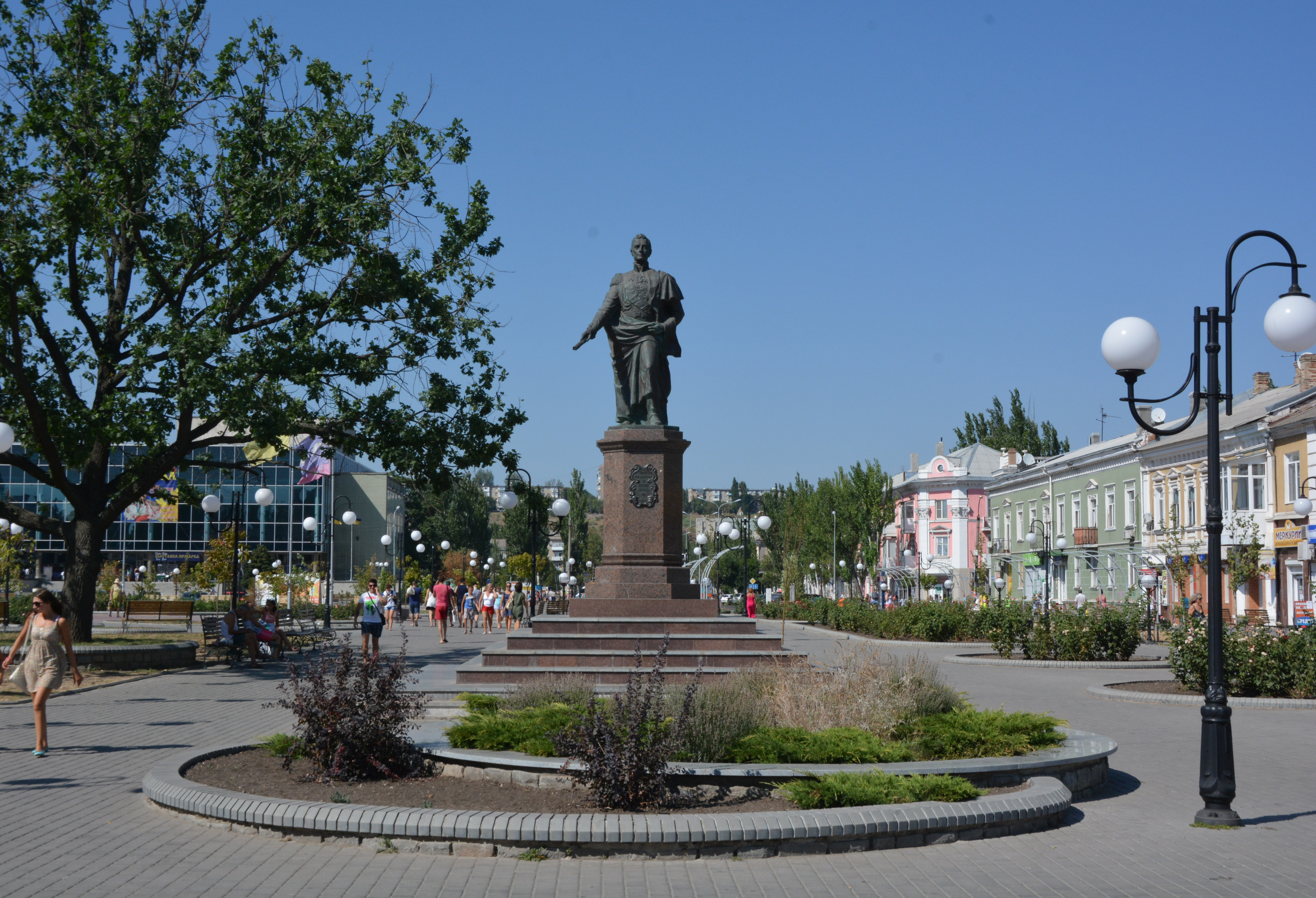
列寧大道
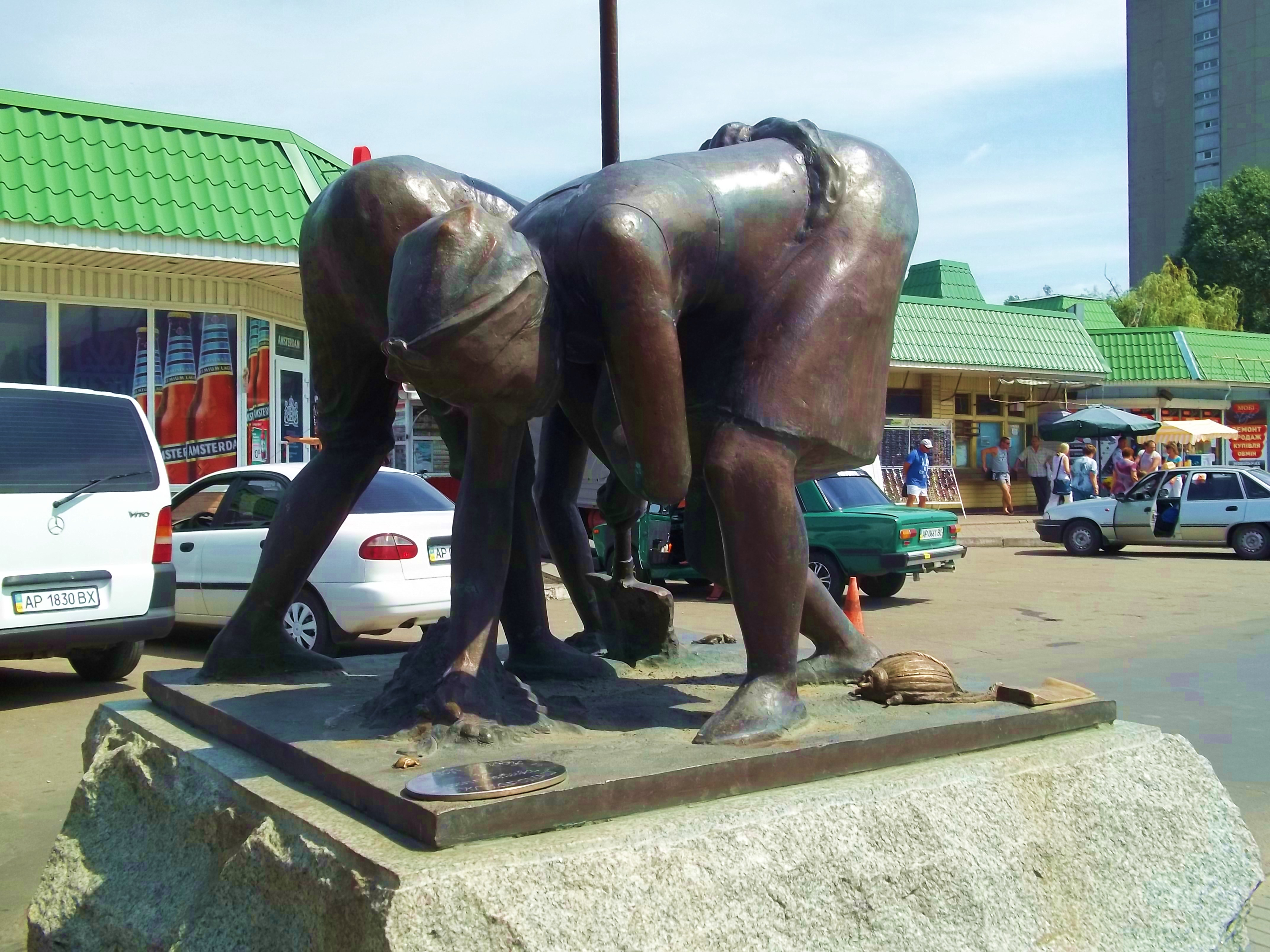
別爾江斯克中央市場
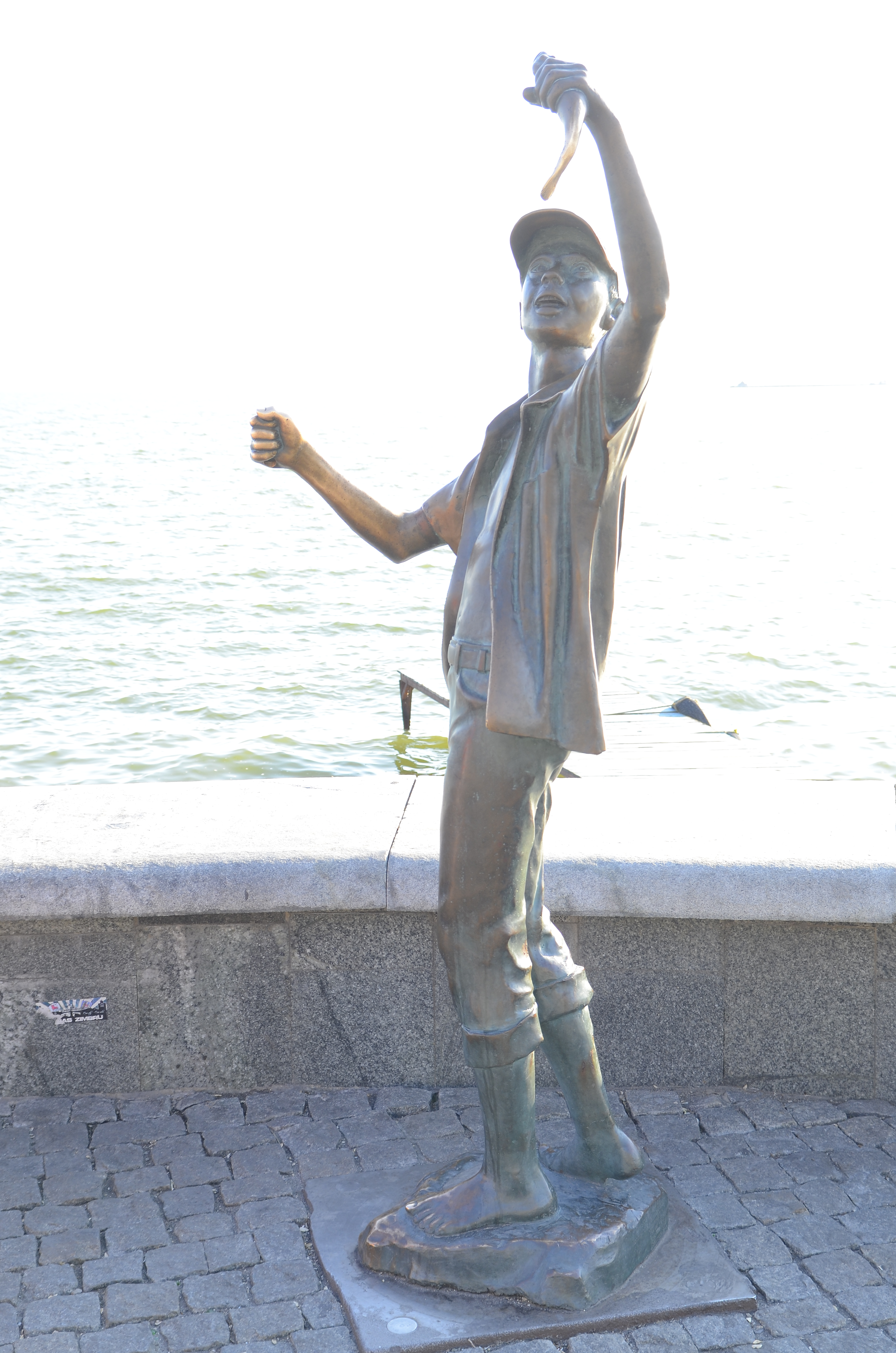
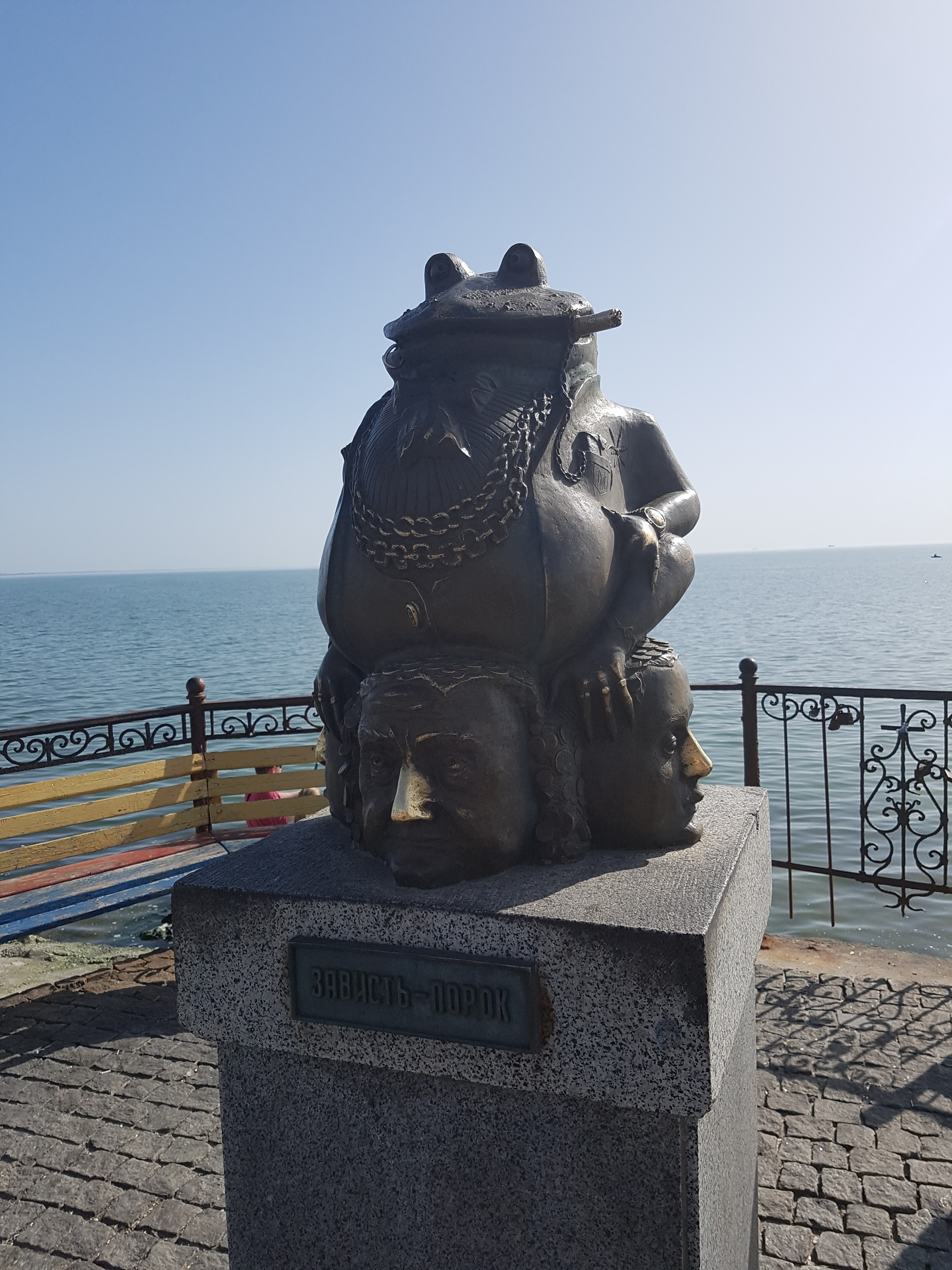